# فهرست قنات‌های شهرستان قم
جدول زیر بر اساس آمار وزارت جهاد کشاورزی تهیه شده‌است. فهرست زیر قنات‌های شهرستان قم در استان قم را نشان می‌دهد.
| نام قنات                | موقعیت                  | نزدیک‌ترین روستا     | طول قنات (متر) | تعداد میله چاه | عمق مادر چاه | دبی (لیتر بر ثانیه) | سطح زیر کشت (هکتار) |
| ----------------------- | ----------------------- | ------------------- | -------------- | -------------- | ------------ | ------------------- | ------------------- |
| آب بالا                 | بخش کهک شهرستان قم      | دستگرد              | ۹۰۰            | ۱۷             | ۳۴           | ۱۲                  | ۳۶                  |
| آب نوزمان               | بخش کهک شهرستان قم      | آب نوزمان           | ۱۳۰۰           | ۲۳             | ۱۸           | ۷                   | ۳۵                  |
| ابخش                    | بخش خلجستان شهرستان قم  | گیو                 | ۴۰۰            | ۲۰             | ۱۵           | ۱۰                  | ۱۷۰                 |
| ابراهیم‌آباد             | بخش مرکزی شهرستان قم    | ابراهیم‌آباد         | ۳۰۰۰           | ۷۵             | ۳۵           | ۱۲                  | ۲۵                  |
| ابربنات                 | بخش خلجستان شهرستان قم  | مهرزمین             | ۴۰۰            | ۳۰             | ۱۵           | ۱۲                  | ۳۰                  |
| ابش                     | بخش مرکزی شهرستان قم    | ابش                 | ۱۰۰۰           | ۳۰             | ۱۵           | ۴                   | ۱۵                  |
| ابفین                   | بخش کهک شهرستان قم      | ابفین               | ۳۰۰            | ۲۰             | ۲۰           | ۴                   | ۱۰                  |
| احتشامیه بالا           | بخش کهک شهرستان قم      | احتشامیه            | ۳۰۰            | ۱۰             | ۱۲           | ۸                   | ۵                   |
| احتشامیه پایین          | بخش کهک شهرستان قم      | احتشامیه            | ۱۲             | ۲              | ۳            | ۷                   | ۵                   |
| احمدآباد                | بخش خلجستان شهرستان قم  | احمدآباد            | ۱۰۰            | ۴              | ۴            | ۱                   | ۲                   |
| احمدآباد                | بخش خلجستان شهرستان قم  | احمدآباد            | ۱۰۰۰           | ۳۵             | ۲۰           | ۱۵                  | ۱۸                  |
| احمدآباد                | بخش مرکزی شهرستان قم    | سیدآباد             | ۱۲۰            | ۴              | ۴            | ۴                   | ۷                   |
| احمدو                   | بخش کهک شهرستان قم      | احمدو               | ۱۵۰۰           | ۵۰             | ۱۵           | ۲۷                  | ۶۰                  |
| احمدو                   | بخش مرکزی شهرستان قم    | احمدو               | ۱۵۰۰           | ۵۰             | ۱۵           | ۲۷                  | ۶۰                  |
| ارتوبلاغی               | بخش مرکزی شهرستان قم    | قهوه خانه بهرام‌آباد | ۲۰۰            | ۶              | ۶            | ۶                   | ۱                   |
| ارچاه                   | بخش خلجستان شهرستان قم  | کورچاه              | ۲۰۰            | ۱۱             | ۷            | ۳                   | ۷                   |
| ازناده                  | بخش کهک شهرستان قم      | ازنو                | ۳۰۰            | ۱۵             | ۱۲           | ۳۰                  | ۳۰                  |
| ازناوه                  | بخش کهک شهرستان قم      | ازنو                | ۶۰۰            | ۲۰             | ۱۰           | ۶۰                  | ۱۶۲                 |
| اسبارپایین              | بخش مرکزی شهرستان قم    | اسیادر              | ۱۵۰            | ۵              | ۵            | ۴                   | ۸                   |
| اسبی جان                | بخش مرکزی شهرستان قم    | سنجگان              | ۲۰۰            | ۱۰             | ۲۰           | ۳                   | ۳                   |
| استادمحمدتقی            | بخش کهک شهرستان قم      | کهک                 | ۲۰۰            | ۳              | ۴            | ۱                   | ۲                   |
| استخربالادرآباد         | بخش خلجستان شهرستان قم  | کندرود              | ۱۰۰            | ۷              | ۶            | ۱۴                  | ۷                   |
| اسفیدبالا               | بخش خلجستان شهرستان قم  | کهندان              | ۱۵۰            | ۱۰             | ۵            | ۲                   | ۶                   |
| اسلام‌آباد               | بخش مرکزی شهرستان قم    | جیلوان              | ۱۲۰۰           | ۳۰             | ۱۴           | ۱۳                  | ۲۸                  |
| اسماعیل‌آباد دیزار       | بخش جعفرآباد شهرستان قم | اسمعیل‌آباد          | ۶۰۰            | ۳۰             | ۱۰           | ۲                   | ۵۰                  |
| اسوی چار                | بخش خلجستان شهرستان قم  | نایه                | ۱۰۰۰           | ۲۰             | ۲۲           | ۵۵                  | ۷۵                  |
| اشتریه                  | بخش جعفرآباد شهرستان قم | اشتریه              | ۳۰۰۰           | ۱۶۰            | ۲۸           | ۴۵                  | ۱۵۸                 |
| الهیار (۱)              | بخش مرکزی شهرستان قم    | الهیار              | ۱۵۰            | ۱۰             | ۲۰           | ۱۷                  | ۱۰                  |
| الهیار (۲)              | بخش مرکزی شهرستان قم    | الهیار              | ۳۰۰            | ۲۰             | ۳۰           | ۲۰                  | ۱۰                  |
| الهیار (۳) دربندک       | بخش مرکزی شهرستان قم    | الهیار              | ۴۰۰            | ۲۰             | ۲۰           | ۱۴                  | ۱۰                  |
| اله‌آباد                 | بخش خلجستان شهرستان قم  | اله‌آباد             | ۳۵۰            | ۲۲             | ۱۰           | ۲۵                  | ۲۵                  |
| الگان                   | بخش خلجستان شهرستان قم  | الگان               | ۲۰۰            | ۶              | ۶            | ۷                   | ۲                   |
| الگان پایین             | بخش خلجستان شهرستان قم  | الگان               | ۵۰۰            | ۱۵             | ۱۰           | ۵                   | ۷                   |
| امیرآباد                | بخش مرکزی شهرستان قم    | یکه باغ             | ۳۰۰            | ۱۵             | ۳            | ۳                   | ۷                   |
| انارک                   | بخش خلجستان شهرستان قم  | انارک               | ۱۰۰            | ۹              | ۷            | ۱۵                  | ۲۲                  |
| انجیلو                  | بخش مرکزی شهرستان قم    | یکه باغ             | ۳۵۰            | ۱۵             | ۱۰           | ۷                   | ۱۲                  |
| انجیلیان                | بخش کهک شهرستان قم      | انجیلیان            | ۲۵۰            | ۲۲             | ۱۲           | ۲۰                  | ۳۵                  |
| اورمگان                 | بخش جعفرآباد شهرستان قم | اورمگان             | ۶۰۰            | ۳۰             | ۱۴           | ۸                   | ۵۰                  |
| اولنگ                   | بخش خلجستان شهرستان قم  | گیو                 | ۵۰۰            | ۲۰             | ۲۰           | ۱۲                  | ۲۰                  |
| اکبرآباد                | بخش مرکزی شهرستان قم    | اکبرآباد            | ۱۵۰            | ۴              | ۹            | ۸                   | ۸                   |
| ایله جیک                | بخش مرکزی شهرستان قم    | سنجگان              | ۷۰             | ۷              | ۱۰           | ۱                   | ۲                   |
| باد مستان               | بخش خلجستان شهرستان قم  | همت‌آباد             | ۳۵۰            | ۹۰             | ۳۰           | ۱۰                  | ۳۰                  |
| باذرجون                 | بخش کهک شهرستان قم      | باذرجون             | ۳۵۰            | ۵              | ۳۰           | ۱                   | ۵                   |
| باغ آهو                 | بخش کهک شهرستان قم      | باغ آهو             | ۱۲۰۰           | ۴۲             | ۲۵           | ۸                   | ۲۵                  |
| باغ آهو                 | بخش کهک شهرستان قم      | باغ آهو             | ۱۰۰۰           | ۳۵             | ۲۲           | ۱۸                  | ۲۶                  |
| باغ انجون               | بخش کهک شهرستان قم      | باغ انجون           | ۵۰             | ۴              | ۰            | ۱                   | ۱۰                  |
| باغ بالا                | بخش خلجستان شهرستان قم  | قاهان               | ۳۰۰            | ۱۰             | ۱۳           | ۴                   | ۷                   |
| باغ علیا                | بخش خلجستان شهرستان قم  | موجان               | ۳۰۰            | ۳۰             | ۶            | ۱۶                  | ۳۰                  |
| باغ ملک                 | بخش خلجستان شهرستان قم  | کندرود              | ۱۰۰۰           | ۳۰             | ۲۰           | ۲۵                  | ۵۰                  |
| باغ چاه                 | بخش خلجستان شهرستان قم  | نویس                | ۵۰۰            | ۱۵             | ۲۰           | ۱                   | ۲                   |
| باغک پایین              | بخش خلجستان شهرستان قم  | موجان               | ۱۰۰۰           | ۲۰             | ۱۸           | ۹                   | ۲۴                  |
| باغیک                   | بخش مرکزی شهرستان قم    | باغیک               | ۱۵۰۰           | ۴۰             | ۳۰           | ۱۲                  | ۲۵                  |
| باقرآباد                | بخش کهک شهرستان قم      | کهک                 | ۳۰             | ۴              | ۳            | ۴                   | ۵                   |
| باقرخان                 | بخش کهک شهرستان قم      | باقرخان             | ۵۰۰            | ۱۶             | ۱۲           | ۴                   | ۱۰                  |
| بالا سلفچگان            | بخش مرکزی شهرستان قم    | سلفچگان             | ۲۵۰۰           | ۶۰             | ۱۷           | ۵۰                  | ۹۰                  |
| باگزنه                  | بخش خلجستان شهرستان قم  | وسفونجرد            | ۶۰             | ۴              | ۱۰           | ۶                   | ۵                   |
| بایرامی                 | بخش خلجستان شهرستان قم  | معدن سنگ چمانک      | ۲۰۰            | ۱۲             | ۳            | ۱                   | ۴                   |
| بردر                    | بخش خلجستان شهرستان قم  | بردر                | ۲۰۰            | ۱۰             | ۹            | ۶                   | ۱۰                  |
| بزرگ                    | بخش مرکزی شهرستان قم    | فتح‌آباد             | ۲۰۰۰           | ۸۰             | ۸            | ۱۵                  | ۳۶                  |
| بلبله                   | بخش مرکزی شهرستان قم    | بوربورآباد          | ۳۰۰            | ۱۶             | ۶            | ۵                   | ۱۰                  |
| بندآباد                 | بخش مرکزی شهرستان قم    | یکه باغ             | ۵۰۰            | ۲۵             | ۱۸           | ۸                   | ۱۵                  |
| بنگری                   | بخش خلجستان شهرستان قم  | مزرعه بنگری         | ۱۰۰            | ۵              | ۴            | ۲                   | ۴                   |
| بهراآباد                | بخش خلجستان شهرستان قم  | کندرود              | ۲۰۰            | ۲۰             | ۱۵           | ۲۰                  | ۴۰                  |
| بهرام‌آباد               | بخش مرکزی شهرستان قم    | یکه باغ             | ۲۰۰            | ۱۲             | ۱۲           | ۹                   | ۱۷                  |
| بوارون پایین            | بخش کهک شهرستان قم      | وشنوه               | ۳۰             | ۴              | ۵            | ۱۵                  | ۱۲                  |
| بوستان بلاغ             | بخش مرکزی شهرستان قم    | مزرعه خرکش          | ۱۰۰            | ۷              | ۵            | ۲                   | ۱                   |
| بونجاله بالا            | بخش کهک شهرستان قم      | پنجاله              | ۶۰             | ۳              | ۸            | ۴                   | ۳                   |
| بیابانک                 | بخش خلجستان شهرستان قم  | کندرود              | ۱۰۰۰           | ۵۰             | ۲۰           | ۱۸                  | ۲۳                  |
| بیدهک                   | بخش کهک شهرستان قم      | انجیلیان            | ۱۰۰            | ۴              | ۶            | ۹                   | ۳۰                  |
| بیدک حیدر               | بخش خلجستان شهرستان قم  | کهندان              | ۴۰             | ۴              | ۵            | ۱                   | ۵                   |
| بیدکمیل                 | بخش مرکزی شهرستان قم    | سنجگان              | ۵۰             | ۵              | ۷            | ۶                   | ۷                   |
| بیدگاه                  | بخش مرکزی شهرستان قم    | دگاه                | ۲۰۰            | ۷              | ۵            | ۳                   | ۲                   |
| بیدیان                  | بخش مرکزی شهرستان قم    | یکه باغ             | ۱۰۰            | ۱۰             | ۹            | ۹                   | ۱۵                  |
| بیدیونجه                | بخش کهک شهرستان قم      | بیدیونجه            | ۱۵۰            | ۷              | ۷            | ۲                   | ۱۰                  |
| تاج خاتون               | بخش مرکزی شهرستان قم    | تاج خاتون           | ۱۵۰۰           | ۳۰             | ۱۳           | ۲۰                  | ۵۶                  |
| ترخوران                 | بخش جعفرآباد شهرستان قم | کلاغ نشین           | ۳۰۰۰           | ۱۵۰            | ۳۰           | ۸۵                  | ۲۴۲                 |
| ترشنامی زیرزیارت        | بخش کهک شهرستان قم      | مزرعه ترشنامی       | ۳۰۰            | ۸              | ۱۲           | ۳۶                  | ۵۰                  |
| تنه ده امامزاده اسماعلی | بخش کهک شهرستان قم      | امامزاده اسماعیل    | ۱۵۰۰           | ۲۲             | ۱۴           | ۱۶                  | ۳۳                  |
| توادل                   | بخش مرکزی شهرستان قم    | یکه باغیکه باغ      | ۱۵۰۰           | ۱۵             | ۱۰           | ۹                   | ۱۵                  |
| تورپک                   | بخش خلجستان شهرستان قم  | مهرزمین             | ۲۰۰            | ۱۰             | ۸            | ۳                   | ۳                   |
| تیره رود                | بخش خلجستان شهرستان قم  | تیره رود            | ۲۰۰            | ۱۲             | ۱۰           | ۲۵                  | ۶۵                  |
| تیوند                   | بخش کهک شهرستان قم      | تیوند               | ۲۰۰۰           | ۸۰             | ۳۲           | ۲۰                  | ۵۰                  |
| جان صرم                 | بخش کهک شهرستان قم      | صرم                 | ۲۰۰۰           | ۱۴۰            | ۲۸           | ۱۵                  | ۵۰                  |
| جلالی                   | بخش مرکزی شهرستان قم    | انیجه               | ۷۰۰            | ۲۳             | ۱۰           | ۵                   | ۲۰                  |
| جلگه زاوه               | بخش جعفرآباد شهرستان قم | جلگه زاوه           | ۱۱۰۰           | ۶۵             | ۲۴           | ۲۰                  | ۳۳                  |
| جلیل‌آباد                | بخش مرکزی شهرستان قم    | جلیل‌آباد            | ۱۰             | ۱              | ۸            | ۳                   | ۵                   |
| جنداب                   | بخش مرکزی شهرستان قم    | جنداب               | ۲۰۰۰           | ۶۰             | ۴۰           | ۲۳                  | ۱۰۰                 |
| جنگی                    | بخش مرکزی شهرستان قم    | علی‌آباد تقی خان     | ۱۰۰            | ۱۰             | ۱۰           | ۲                   | ۱۵                  |
| جوبباغ                  | بخش خلجستان شهرستان قم  | اغلک                | ۵۰۰            | ۲۰             | ۱۵           | ۱۸                  | ۴۰                  |
| جوزه                    | بخش خلجستان شهرستان قم  | جوزه                | ۱۰۰۰           | ۳۰             | ۵۰           | ۷۰                  | ۱۸۰                 |
| جولادر                  | بخش کهک شهرستان قم      | جولادر              | ۳۰۰            | ۱۲             | ۲۵           | ۱۲                  | ۶                   |
| جیلوان                  | بخش مرکزی شهرستان قم    | جیلوان              | ۷۰۰            | ۲۵             | ۱۰           | ۸                   | ۲۴                  |
| حاج نیکی کهریز          | بخش مرکزی شهرستان قم    | یکه باغ             | ۴۰۰            | ۲۰             | ۱۲           | ۱۱                  | ۲۰                  |
| حاجیان                  | بخش مرکزی شهرستان قم    | حاجیان              | ۶۰۰            | ۲۰             | ۲۰           | ۸                   | ۱۸                  |
| حسن کمدی                | بخش کهک شهرستان قم      | کهک                 | ۳۰             | ۱              | ۳            | ۲                   | ۱۰                  |
| حسن‌آباد                 | بخش کهک شهرستان قم      | حسن‌آباد             | ۴۵۰۰           | ۱۸۰            | ۱۸           | ۶۰                  | ۹۵                  |
| حسن‌آباد                 | بخش کهک شهرستان قم      | حسن‌آباد             | ۱۶۰            | ۱۲             | ۱۵           | ۵                   | ۲۰                  |
| حسین دیزار              | بخش جعفرآباد شهرستان قم | حسین‌آباد            | ۵۰۰            | ۲۰             | ۱۰           | ۷                   | ۳۰                  |
| حسین لر                 | بخش کهک شهرستان قم      | صرم                 | ۱۰۰۰           | ۵۰             | ۱۵           | ۵                   | ۸                   |
| حسینی                   | بخش خلجستان شهرستان قم  | اسفید               | ۲۰۰            | ۱۳             | ۱۲           | ۱۵                  | ۷                   |
| حسین‌آباد                | بخش کهک شهرستان قم      | کهک                 | ۶۵۰            | ۲۰             | ۱۶           | ۲۰                  | ۱۷                  |
| حسین‌آباد                | بخش کهک شهرستان قم      | گله زرد             | ۳۵۰            | ۷              | ۱۰           | ۶                   | ۱۹                  |
| حسین‌آباد                | بخش مرکزی شهرستان قم    | حسین‌آباد            | ۸۰             | ۴              | ۲            | ۳                   | ۳                   |
| حسین‌آباد                | بخش جعفرآباد شهرستان قم | جلگه زاوه           | ۲۰۰۰           | ۸۵             | ۲۸           | ۲۵                  | ۳۸                  |
| حسین‌آباد قرسو           | بخش مرکزی شهرستان قم    | حسین‌آباد            | ۸۰۰            | ۴۰             | ۳۰           | ۱۰                  | ۲۷                  |
| حصارسرخ                 | بخش کهک شهرستان قم      | حصارسرخ             | ۱۵۰۰           | ۶۰             | ۴            | ۴۰                  | ۱۰۰                 |
| حیرون استادتقی          | بخش کهک شهرستان قم      | حیرون استادتقی      | ۲۰             | ۲              | ۳            | ۳                   | ۹                   |
| حیرون زینلی             | بخش کهک شهرستان قم      | حیرون زینلی۸        | ۲۰۰            | ۵              | ۱۲           | ۶                   | ۹                   |
| حیرون محمدبیگی          | بخش کهک شهرستان قم      | حیرون محمدبیگی      | ۲۰۰            | ۱۲             | ۱۷           | ۴                   | ۱۱                  |
| خان سفید(استخرپایین)    | بخش مرکزی شهرستان قم    | خان سفید            | ۱۲۰            | ۴              | ۴            | ۳                   | ۳                   |
| خان سفیدبالا            | بخش مرکزی شهرستان قم    | خان سفید            | ۱۵۰            | ۵              | ۴            | ۲                   | ۱                   |
| خان سفیدبالا            | بخش مرکزی شهرستان قم    | خان سفید            | ۱۲۰            | ۴              | ۵            | ۲                   | ۲                   |
| خانک                    | بخش خلجستان شهرستان قم  | روشگان              | ۴۰۰            | ۱۰             | ۵            | ۲۵                  | ۴۰                  |
| خانک                    | بخش خلجستان شهرستان قم  | معدن سنگ چمانک      | ۹۰             | ۲۱             | ۶            | ۲۵                  | ۱۰                  |
| خدرآباد                 | بخش کهک شهرستان قم      | خدرآباد             | ۷۰۰            | ۳۵             | ۲۰           | ۲۰                  | ۳۰                  |
| خراب                    | بخش خلجستان شهرستان قم  | خراب                | ۵۰             | ۲              | ۶            | ۲                   | ۳                   |
| خراب                    | بخش خلجستان شهرستان قم  | مهرزمین             | ۱۵۰            | ۴              | ۱۰           | ۶                   | ۱۲                  |
| خرابک بالا              | بخش خلجستان شهرستان قم  | خرابک بالا          | ۱۵             | ۲              | ۲            | ۷                   | ۳                   |
| خرابک حاتم              | بخش خلجستان شهرستان قم  | خرابک حاتم          | ۸۰             | ۸              | ۷            | ۱۵                  | ۱۲                  |
| خرابک دره خشک           | بخش خلجستان شهرستان قم  | خرابک بالا          | ۵۰             | ۳              | ۲            | ۳                   | ۱                   |
| خرابک پایین             | بخش خلجستان شهرستان قم  | خرابک پایین         | ۶۰             | ۶              | ۴            | ۱۰                  | ۹                   |
| خراصله                  | بخش کهک شهرستان قم      | گرمجگان             | ۳۰۰            | ۱۸             | ۲۵           | ۱۱۰                 | ۱۵۰                 |
| خراکش                   | بخش مرکزی شهرستان قم    | مزرعه خراکش         | ۳۰۰            | ۱۵             | ۱۰           | ۶                   | ۱۲                  |
| خرطاب                   | بخش خلجستان شهرستان قم  | وسفونجرد            | ۲۰۰            | ۸              | ۱۲           | ۴۰                  | ۵۰                  |
| خرمدره                  | بخش خلجستان شهرستان قم  | قاهان               | ۲۵۰            | ۹              | ۶            | ۶                   | ۱۰                  |
| خرم‌آباد                 | بخش کهک شهرستان قم      | خرم‌آباد             | ۲۰۰۰           | ۷۰             | ۱۵           | ۲۵                  | ۵۰                  |
| خرم‌آباد                 | بخش مرکزی شهرستان قم    | خرم‌آباد             | ۲۰۰۰           | ۷۰             | ۱۵           | ۲۵                  | ۵۰                  |
| خلج‌آباد                 | بخش مرکزی شهرستان قم    | حاجی‌آباد لکها       | ۶۰۰۰           | ۲۵۰            | ۱۶           | ۲۵                  | ۱۵۰                 |
| خلفستان                 | بخش کهک شهرستان قم      | خلفستان             | ۴۰۰            | ۲۵             | ۵            | ۱۶                  | ۲۶                  |
| خمارخان علیا            | بخش مرکزی شهرستان قم    | حاجی‌آباد لکها       | ۶۰۰۰           | ۲۶۰            | ۱۷           | ۴۰                  | ۱۲۰                 |
| خواجه حسن               | بخش کهک شهرستان قم      | مجیدآباد            | ۳۰۰            | ۲۸             | ۳۰           | ۲۰                  | ۲۰                  |
| خواجه حسن               | بخش مرکزی شهرستان قم    | مزرعه خواجه حسن     | ۴۰۰            | ۱۵             | ۲۰           | ۷                   | ۱۵                  |
| خواجه نصیرالدین طوسی    | بخش خلجستان شهرستان قم  | طینوج               | ۱۵۰۰           | ۳۰             | ۲۰           | ۲۴                  | ۳۲                  |
| خواجه‌آباد               | بخش مرکزی شهرستان قم    | یکه باغ             | ۲۸۰            | ۱۵             | ۱۰           | ۸                   | ۱۷                  |
| خوریون بالا             | بخش مرکزی شهرستان قم    | داودآباد            | ۸۰             | ۱۰             | ۱۵           | ۳                   | ۵                   |
| خوشاب                   | بخش جعفرآباد شهرستان قم | خوشاب               | ۵۰             | ۳              | ۵            | ۱                   | ۵                   |
| خوشاب                   | بخش کهک شهرستان قم      | صرم                 | ۱۰۰۰           | ۲۳             | ۲۵           | ۲۰                  | ۱۳                  |
| خون کش                  | بخش کهک شهرستان قم      | دره سفیداقلا        | ۲۵۰            | ۵              | ۹            | ۲۷                  | ۳۰                  |
| خونیون                  | بخش خلجستان شهرستان قم  | دستجرد              | ۱۲۰۰           | ۳۰             | ۳۰           | ۱۳۰                 | ۱۵۰                 |
| خوهر                    | بخش خلجستان شهرستان قم  | موجان               | ۵۰۰            | ۱۶             | ۱۰           | ۵                   | ۹                   |
| خیرآباد                 | بخش کهک شهرستان قم      | خیرآباد             | ۳۰۰            | ۱۳             | ۱۳           | ۲۰                  | ۵۰                  |
| خیرآباد                 | بخش کهک شهرستان قم      | کهک                 | ۵۰۰            | ۲۰             | ۱۸           | ۲۰                  | ۱۲                  |
| دارانبار                | بخش خلجستان شهرستان قم  | نایه                | ۱۰۰۰           | ۲۰             | ۲۴           | ۴۰                  | ۳۵                  |
| دالستان                 | بخش خلجستان شهرستان قم  | دالستان             | ۲۰۰            | ۵۵             | ۱۰           | ۱۵                  | ۴۰                  |
| داودآباد                | بخش مرکزی شهرستان قم    | داودآباد            | ۱۰۰۰           | ۲۵             | ۲۵           | ۱۰                  | ۳۰                  |
| دجه                     | بخش کهک شهرستان قم      | دجه                 | ۵۰۰            | ۲۲             | ۲۴           | ۱۴                  | ۴۱                  |
| درب قلعه                | بخش کهک شهرستان قم      | کهک                 | ۸۵۰            | ۳۲             | ۱۸           | ۳۵                  | ۳۱                  |
| دربند                   | بخش خلجستان شهرستان قم  | الگان               | ۱۵۰            | ۷              | ۵            | ۳                   | ۳                   |
| درخت بیدبیدک            | بخش کهک شهرستان قم      | درخت بید            | ۳۰۰۰           | ۴۵             | ۲۵           | ۵۵                  | ۶۰                  |
| دره باغ                 | بخش کهک شهرستان قم      | دره باغ             | ۷۰۰            | ۲۵             | ۳۵           | ۱۳۰                 | ۲۳۱                 |
| دره بر                  | بخش خلجستان شهرستان قم  | انجیله              | ۵۰             | ۳              | ۷            | ۲                   | ۲                   |
| دره بید                 | بخش کهک شهرستان قم      | کرمجگان             | ۱۵             | ۲              | ۶            | ۷                   | ۱۳                  |
| دره خانه                | بخش خلجستان شهرستان قم  | قاهان               | ۴۰             | ۵              | ۶            | ۲                   | ۲                   |
| دره زاغه                | بخش خلجستان شهرستان قم  | انجیله              | ۱۰۰            | ۹              | ۱۰           | ۱                   | ۲                   |
| دره قلندر               | بخش کهک شهرستان قم      | مزرعه قلندر         | ۱۰۰            | ۵              | ۱۰           | ۴                   | ۴                   |
| دره نعل                 | بخش کهک شهرستان قم      | خاوه                | ۳۰             | ۱              | ۶            | ۱                   | ۵                   |
| دره نیک                 | بخش خلجستان شهرستان قم  | انجیله              | ۲۰             | ۲              | ۶            | ۲                   | ۳                   |
| دره چنار                | بخش خلجستان شهرستان قم  | مهرزمین             | ۱۰۰۰           | ۲۵             | ۱۰           | ۷                   | ۹                   |
| دره کهریزک              | بخش خلجستان شهرستان قم  | کهریزک              | ۱۵۰            | ۱۵             | ۱۲           | ۱۴                  | ۳۰                  |
| دره گندیل               | بخش خلجستان شهرستان قم  | انجیله              | ۲۰۰            | ۵              | ۸            | ۷                   | ۱۰                  |
| دریابه                  | بخش کهک شهرستان قم      | دریابه              | ۷۰۰            | ۲۵             | ۸            | ۴                   | ۲۲                  |
| دشتمیان                 | بخش خلجستان شهرستان قم  | اسفید               | ۲۵۰            | ۱۲             | ۸            | ۳۰                  | ۳۰                  |
| دهن مودره               | بخش مرکزی شهرستان قم    | سنجگان              | ۵۰۰            | ۲۵             | ۲۰           | ۸                   | ۱۰                  |
| دولت کرده               | بخش خلجستان شهرستان قم  | دولت کرده           | ۵۰             | ۳              | ۷            | ۱                   | ۲                   |
| دوگلو                   | بخش خلجستان شهرستان قم  | دوگلو               | ۲۰۰            | ۸              | ۱۲           | ۲۰                  | ۳۰                  |
| دژم                     | بخش خلجستان شهرستان قم  | دژم                 | ۵۰۰            | ۲۰             | ۲۰           | ۰                   | ۱۸                  |
| دیزار                   | بخش جعفرآباد شهرستان قم | دیزار               | ۴۰۰            | ۱۶             | ۱۶           | ۱۸                  | ۶۳                  |
| دیزیجان                 | بخش مرکزی شهرستان قم    | دیزیجان             | ۳۰۰            | ۱۵۰            | ۴۰           | ۲۴                  | ۴۰                  |
| دیلی‌آباد                | بخش مرکزی شهرستان قم    | سنجگان              | ۱۵۰            | ۱۰             | ۸            | ۴                   | ۶                   |
| ذوالفقار                | بخش کهک شهرستان قم      | کهک                 | ۱۳۰            | ۱۰             | ۱۲           | ۲                   | ۷                   |
| راه باریک               | بخش خلجستان شهرستان قم  | راه باریک           | ۵۰۰            | ۱۸             | ۲۵           | ۱۰                  | ۲۴                  |
| رحمت‌آباد                | بخش خلجستان شهرستان قم  | علی خان بیگی        | ۴۰۰            | ۳۵             | ۱۵           | ۸                   | ۱۳                  |
| رضاآباد                 | بخش کهک شهرستان قم      | رضاآباد             | ۱۲۰۰           | ۵۵             | ۳۰           | ۳                   | ۳۷                  |
| روئی                    | بخش خلجستان شهرستان قم  | کهندان              | ۲۵۰            | ۱۰             | ۱۰           | ۶۰                  | ۱۰۰                 |
| رودخانه                 | بخش خلجستان شهرستان قم  | وسفونجرد            | ۵۰             | ۵              | ۵            | ۵                   | ۳                   |
| رودخانه                 | بخش کهک شهرستان قم      | کرمجگان             | ۳۰۰            | ۷              | ۳۰           | ۶۰                  | ۷۷                  |
| رودخانه                 | بخش کهک شهرستان قم      | گرمجگان             | ۱۰۰            | ۵              | ۱۰           | ۲۰                  | ۱۹                  |
| روشن لو وسط             | بخش خلجستان شهرستان قم  | مهرزمین             | ۵۰             | ۴              | ۳            | ۲                   | ۳                   |
| روشگان                  | بخش خلجستان شهرستان قم  | روشگان              | ۵۰۰            | ۳۰             | ۱۸           | ۳۰                  | ۴۵                  |
| روغنی درآباد مقبول‌آباد  | بخش خلجستان شهرستان قم  | کندرود              | ۷۰             | ۵              | ۴            | ۵                   | ۴                   |
| رکیک                    | بخش خلجستان شهرستان قم  | نویس                | ۱۵۰            | ۸              | ۲۵           | ۴                   | ۵                   |
| رینه                    | بخش خلجستان شهرستان قم  | رینه                | ۸۰۰            | ۲۲             | ۲۳           | ۲۰                  | ۴۰                  |
| ریگک                    | بخش جعفرآباد شهرستان قم | ریگک                | ۶۵۰            | ۷۰             | ۱۰           | ۷                   | ۳۰                  |
| ریگک                    | بخش خلجستان شهرستان قم  | مهرزمین             | ۲۰۰            | ۸              | ۵            | ۴                   | ۹                   |
| زالی بلاغی              | بخش مرکزی شهرستان قم    | علی‌آباد             | ۴۰۰۰           | ۲۰۰            | ۷            | ۱۷                  | ۵۰                  |
| زردالو                  | بخش کهک شهرستان قم      | زردالو              | ۷۰             | ۶              | ۹            | ۵                   | ۱۴                  |
| زنبورک                  | بخش مرکزی شهرستان قم    | زنبورک              | ۵۵۰            | ۶              | ۲۳           | ۵۰                  | ۲۴۰                 |
| زنبیل‌آباد               | بخش مرکزی شهرستان قم    | چال هفته            | ۵۰۰۰           | ۲۶۰            | ۳۰           | ۱۷                  | ۴۷                  |
| زونکو                   | بخش کهک شهرستان قم      | مزرعه زانکو         | ۱۵۰            | ۱۰             | ۸            | ۵                   | ۱۳                  |
| زیبگان                  | بخش مرکزی شهرستان قم    | جنداب               | ۱۰۰            | ۳۵             | ۴۰           | ۱۰                  | ۶۰                  |
| زیزگان                  | بخش خلجستان شهرستان قم  | زیزگان              | ۲۰۰۰           | ۵۰             | ۱۰           | ۲۵                  | ۶۰                  |
| زینبیه                  | بخش خلجستان شهرستان قم  | مزرعه مرگه          | ۱۰۰            | ۴              | ۳            | ۲                   | ۵                   |
| زینچه                   | بخش خلجستان شهرستان قم  | زینچه               | ۲۰۰            | ۱۰             | ۷            | ۵                   | ۷                   |
| سازا                    | بخش خلجستان شهرستان قم  | چاهک                | ۵۰             | ۱              | ۳            | ۱                   | ۲                   |
| ساق‌آباد                 | بخش کهک شهرستان قم      | ساق‌آباد             | ۵۰۰            | ۵۰             | ۱۲           | ۵                   | ۱۰                  |
| سراشیان                 | بخش کهک شهرستان قم      | کرمچگان             | ۶              | ۱۶             | ۲۴           | ۸۰                  | ۷۲                  |
| سرخده                   | بخش خلجستان شهرستان قم  | سرخده               | ۳۰۰۰           | ۱۱۰            | ۲۶           | ۳۶                  | ۷۰                  |
| سرو                     | بخش خلجستان شهرستان قم  | امره                | ۲۰۰            | ۵              | ۱۰           | ۷                   | ۱۰                  |
| سرگه هروز               | بخش خلجستان شهرستان قم  | نویس                | ۳۰۰۰           | ۱۰             | ۶            | ۸                   | ۱۲                  |
| سریشم                   | بخش جعفرآباد شهرستان قم | جلگه زاوه           | ۱۲۰۰           | ۷۰             | ۳۲           | ۲۰                  | ۳۰                  |
| سعادت‌آباد               | بخش مرکزی شهرستان قم    | سعادت‌آباد           | ۳۰۰            | ۲۰             | ۸            | ۴                   | ۸                   |
| سله سرخه                | بخش کهک شهرستان قم      | سله سرخه            | ۱۰۰            | ۲              | ۶            | ۴                   | ۱۱                  |
| سلکه                    | بخش کهک شهرستان قم      | سلکه                | ۳۰             | ۲              | ۲            | ۳                   | ۸                   |
| سناوند                  | بخش خلجستان شهرستان قم  | سناوند              | ۲۰۰            | ۱۰             | ۱۲           | ۱۰                  | ۷                   |
| سنبل‌آباد                | بخش مرکزی شهرستان قم    | سنبل‌آباد            | ۷۰۰            | ۳۰             | ۱۰           | ۸                   | ۱۵                  |
| سنجوانکی                | بخش خلجستان شهرستان قم  | قاهان               | ۲۰۰            | ۵              | ۱۰           | ۱                   | ۱                   |
| سوران                   | بخش خلجستان شهرستان قم  | کهندان              | ۴۰۰            | ۲۰             | ۸            | ۲۵                  | ۴۱                  |
| سوسونلو                 | بخش خلجستان شهرستان قم  | مهرزمین             | ۳۰             | ۳              | ۵            | ۱                   | ۲                   |
| سولقان                  | بخش خلجستان شهرستان قم  | سولقان              | ۱۴۰۰           | ۳۰             | ۱۵           | ۳۰                  | ۷۲                  |
| سی جوار                 | بخش خلجستان شهرستان قم  | نایه                | ۲۰۰۰           | ۲۵             | ۲۳           | ۶۰                  | ۵۰                  |
| سیاونستان پایین         | بخش مرکزی شهرستان قم    | سیاونستان           | ۹۰             | ۳              | ۲            | ۳                   | ۲                   |
| سیبونجه                 | بخش کهک شهرستان قم      | بیدهند              | ۲۰             | ۳              | ۵            | ۳                   | ۱                   |
| سیبونجه                 | بخش کهک شهرستان قم      | بیدهند              | ۲۰             | ۲              | ۵            | ۳                   | ۴                   |
| سیدعلی اکبرملاعلی       | بخش خلجستان شهرستان قم  | معدن سنگ چمانک      | ۷              | ۱              | ۲            | ۱                   | ۲                   |
| سیرینی                  | بخش خلجستان شهرستان قم  | قاهان               | ۱۰۰۰           | ۴۰             | ۴۰           | ۲۰                  | ۳۰                  |
| سیمین‌آباد               | بخش کهک شهرستان قم      | سیمین‌آباد           | ۹۰۰            | ۵۰             | ۲۵           | ۱۰                  | ۹                   |
| شاداب                   | بخش کهک شهرستان قم      | خاوه                | ۳۰۰            | ۵              | ۳۳           | ۴                   | ۷                   |
| شارت اکبر               | بخش مرکزی شهرستان قم    | بشارت‌آباد           | ۲۲۰۰           | ۱۱۰            | ۳۰           | ۲۵                  | ۵۵                  |
| شام رو                  | بخش کهک شهرستان قم      | خاوه                | ۳۰             | ۲              | ۶            | ۲                   | ۳                   |
| شاه پشنک                | بخش خلجستان شهرستان قم  | جریک اغاج           | ۳۰۰            | ۱۰             | ۱۱           | ۱۷                  | ۲۶                  |
| شماره ۱ باد ین          | بخش مرکزی شهرستان قم    | باد ین              | ۱۰۰            | ۹              | ۵            | ۵                   | ۱۰                  |
| شمس‌آباد                 | بخش مرکزی شهرستان قم    | تاج خاتون           | ۱۵۰۰           | ۴۰             | ۲۰           | ۸                   | ۳۵                  |
| شن لو وسط               | بخش خلجستان شهرستان قم  | مهرزمین             | ۱۰۰۰           | ۵۰             | ۵            | ۲                   | ۲                   |
| شهرستانک                | بخش کهک شهرستان قم      | بیدهند              | ۳۰             | ۲۵             | ۲۰           | ۱۷                  | ۲۷                  |
| شورآباد                 | بخش جعفرآباد شهرستان قم | اورمگان             | ۷۰۰            | ۳۰             | ۲۰           | ۲                   | ۱۵                  |
| شوراب                   | بخش مرکزی شهرستان قم    | شوراب               | ۱۱۰۰           | ۵۰             | ۱۶           | ۴۸                  | ۷۰                  |
| شوربلاغ                 | بخش مرکزی شهرستان قم    | جنداب               | ۲۰۰            | ۱۰             | ۳            | ۴                   | ۵                   |
| شیخ‌آباد                 | بخش خلجستان شهرستان قم  | شیخ‌آباد             | ۹۰             | ۷              | ۴            | ۷                   | ۸                   |
| شیرین کهریز             | بخش مرکزی شهرستان قم    | قاضی پایین          | ۱۵۰۰           | ۴۵             | ۲۵           | ۲۵                  | ۱۵۰                 |
| شیرین‌آباد               | بخش جعفرآباد شهرستان قم | مزرعه شیرین‌آباد     | ۱۰۰            | ۵              | ۷            | ۲                   | ۱۰                  |
| شیرین‌آباد               | بخش مرکزی شهرستان قم    | شیرین‌آباد           | ۷۵۰            | ۳۵             | ۹            | ۱۱                  | ۲۰                  |
| صیدآباد قنات بالا       | بخش مرکزی شهرستان قم    | سیدآباد             | ۳۰۰            | ۱۵             | ۲            | ۷                   | ۵                   |
| ضد                      | بخش خلجستان شهرستان قم  | قاهان               | ۶۰۰            | ۲۵             | ۲۴           | ۱۵                  | ۲۰                  |
| ضوجرد گمبله             | بخش خلجستان شهرستان قم  | ضوجرد               | ۱۰۰۰           | ۲۵             | ۳۵           | ۴۰                  | ۲۰۰                 |
| طرف‌آباد ی               | بخش خلجستان شهرستان قم  | احمدآباد            | ۲۵۰            | ۲۰             | ۲۰           | ۱۲                  | ۳۵                  |
| طولاب                   | بخش مرکزی شهرستان قم    | طولاب               | ۲۵۰۰           | ۲۰             | ۱۵           | ۱۴                  | ۷۰                  |
| ظهر                     | بخش خلجستان شهرستان قم  | قاهان               | ۲۵۰            | ۷              | ۲۲           | ۱۷                  | ۲۰                  |
| عاقل چشمه               | بخش کهک شهرستان قم      | صرم                 | ۱۵۰            | ۵              | ۱۵           | ۱۰                  | ۱۰                  |
| عباس‌آباد                | بخش مرکزی شهرستان قم    | عباس‌آباد            | ۳۰۰۰           | ۶۰             | ۳۰           | ۸                   | ۳۵                  |
| عبدل‌آباد                | بخش خلجستان شهرستان قم  | ورزنه               | ۲۵۰            | ۱۳             | ۱۶           | ۱۲                  | ۶                   |
| عزیزپاچه بالا           | بخش کهک شهرستان قم      | گرمجگان             | ۲۰۰            | ۱۲             | ۱۲           | ۳                   | ۳                   |
| علمدار پایین            | بخش خلجستان شهرستان قم  | وسفونجرد            | ۳۰۰            | ۱۰             | ۱۰           | ۵                   | ۳                   |
| علمداربالا              | بخش خلجستان شهرستان قم  | وسفونجرد            | ۶۰۰            | ۳۰             | ۱۵           | ۱۵                  | ۶                   |
| علی خان بیگی            | بخش خلجستان شهرستان قم  | علی خان بیگی        | ۵۰۰            | ۳۰             | ۱۵           | ۳۵                  | ۶۰                  |
| علی‌آباد                 | بخش خلجستان شهرستان قم  | علی‌آباد             | ۱۰۰            | ۲۰             | ۵            | ۳۱                  | ۲                   |
| علی‌آباد تیرا            | بخش کهک شهرستان قم      | علی‌آباد             | ۱۵۰۰           | ۵۰             | ۲۰           | ۵۰                  | ۷۲                  |
| عل‌آباد راهجرد           | بخش مرکزی شهرستان قم    | راهجرد              | ۹              | ۳              | ۳            | ۳                   | ۲                   |
| عمران‌آباد               | بخش کهک شهرستان قم      | کهک                 | ۷۵۰            | ۳۰             | ۲۵           | ۲۵                  | ۲۹                  |
| عمران‌آباد               | بخش خلجستان شهرستان قم  | چاهک                | ۱۵۰۰           | ۲۵             | ۷            | ۱۱                  | ۲۴                  |
| عنایت بیک               | بخش مرکزی شهرستان قم    | عنایت بیک           | ۱۲۰۰           | ۴۰             | ۱۰           | ۳۰                  | ۴۰                  |
| غیاث‌آباد                | بخش مرکزی شهرستان قم    | غیاث‌آباد            | ۳۰۰            | ۲۰             | ۳۵           | ۱۵                  | ۱۰۰                 |
| فرج‌آباد                 | بخش جعفرآباد شهرستان قم | فرج‌آباد             | ۳۰۰            | ۲۰             | ۱۲           | ۷                   | ۳۲                  |
| فرح‌آباد                 | بخش خلجستان شهرستان قم  | قویطان              | ۱۰۰۰           | ۳۰             | ۳۸           | ۳۰                  | ۳۶                  |
| فریدون‌آباد              | بخش کهک شهرستان قم      | فریدون‌آباد          | ۱۰۰۰           | ۴۵             | ۱۷           | ۲۰                  | ۶۱                  |
| قاراگل                  | بخش خلجستان شهرستان قم  | معدن سنگ چمانک      | ۳۵             | ۴              | ۴            | ۲                   | ۸                   |
| قاسم‌آباد                | بخش خلجستان شهرستان قم  | قاسم‌آباد            | ۴۵۰            | ۸              | ۳۵           | ۴۵                  | ۱۷                  |
| قاسم‌آباد                | بخش مرکزی شهرستان قم    | سیدآباد             | ۲۰۰            | ۶              | ۵            | ۳                   | ۵                   |
| قاش                     | بخش مرکزی شهرستان قم    | زاوریان             | ۲۰۰            | ۷              | ۶            | ۳                   | ۲                   |
| قاضی بیک                | بخش مرکزی شهرستان قم    | قاضی بیک            | ۵۰۰            | ۲۰             | ۸            | ۶                   | ۲۵                  |
| قاضی علیا و قنات نو     | بخش مرکزی شهرستان قم    | قاضی بالا           | ۲۵۰۰           | ۸۵             | ۳۵           | ۳۵                  | ۲۵۰                 |
| قباد ک                  | بخش جعفرآباد شهرستان قم | قباد ک              | ۲۰۰            | ۱۵             | ۱۲           | ۴                   | ۱۰                  |
| قرنا                    | بخش کهک شهرستان قم      | قرنا                | ۳۰             | ۲              | ۴            | ۳                   | ۴                   |
| قره قوزار               | بخش جعفرآباد شهرستان قم | قره قوزار           | ۲۰۰            | ۱۰             | ۲۲           | ۱۴                  | ۵۴                  |
| قره کهریز               | بخش خلجستان شهرستان قم  | منصورآباد           | ۱۰۰۰           | ۳۰             | ۱۷۰          | ۵۰                  | ۹۰                  |
| قزل خواجه علی           | بخش مرکزی شهرستان قم    | مرزعه قزل خواجه علی | ۲۰۰            | ۱۵             | ۵            | ۴                   | ۵                   |
| قصبه                    | بخش مرکزی شهرستان قم    | راهجرد              | ۹۰۰۰           | ۳۰۰            | ۲۵           | ۵۵                  | ۲۰۰                 |
| قل عربه                 | بخش کهک شهرستان قم      | قل عربه             | ۹۰۰            | ۱۵             | ۱۷           | ۴                   | ۱۰                  |
| قلعه آقامحمود           | بخش کهک شهرستان قم      | مزرعه آقامحمود      | ۵۵۰            | ۲۵             | ۱۷           | ۲۰                  | ۴۲                  |
| قلعه باغی               | بخش خلجستان شهرستان قم  | ضوجرد               | ۱۰۰            | ۸              | ۱۵           | ۵                   | ۸                   |
| قلعه چم                 | بخش کهک شهرستان قم      | قلعه چم             | ۱۵۰۰           | ۸۰             | ۲۰           | ۲۳                  | ۰                   |
| قلعه چوق                | بخش جعفرآباد شهرستان قم | قلعه چوق            | ۲۵۰            | ۶              | ۸            | ۳                   | ۱۱                  |
| قلقله                   | بخش کهک شهرستان قم      | خورآباد             | ۶۰۰            | ۴۵             | ۸            | ۱۵                  | ۱۰                  |
| قنات آب بالا            | بخش کهک شهرستان قم      | ویریچ               | ۱۲۵۰           | ۲۱             | ۳۲           | ۳۵                  | ۸۳                  |
| قنات آب بالا            | بخش کهک شهرستان قم      | تیره                | ۳۰۰            | ۱۵             | ۱۸           | ۱۰                  | ۲۹                  |
| قنات آب بالا            | بخش کهک شهرستان قم      | وشنوه               | ۱۵۰۰           | ۲۴             | ۲۴           | ۴۰                  | ۳۲                  |
| قنات آب بالا            | بخش کهک شهرستان قم      | میم                 | ۸۵۰            | ۲۱             | ۴۰           | ۳۰                  | ۷۲                  |
| قنات آب نواقا           | بخش کهک شهرستان قم      | آب نواقا            | ۹۵۰            | ۳۰             | ۱۲           | ۱۶                  | ۲۸                  |
| قنات آب پایین           | بخش کهک شهرستان قم      | تیره                | ۴۰۰            | ۱۴             | ۲۳           | ۷                   | ۵۳                  |
| قنات آب پایین           | بخش کهک شهرستان قم      | میم                 | ۱۰۰۰           | ۲۵             | ۳۰           | ۲۰                  | ۲۹                  |
| قنات آقاابراهیم         | بخش کهک شهرستان قم      | وشنوه               | ۵۰             | ۳              | ۲۰           | ۱۲                  | ۱۱                  |
| قنات ابدانک             | بخش خلجستان شهرستان قم  | ابدانک              | ۵۰۰            | ۶              | ۱۰           | ۵                   | ۸                   |
| قنات احمدآباد           | بخش کهک شهرستان قم      | احمدآباد            | ۴۰             | ۵              | ۶            | ۲                   | ۱۶                  |
| قنات احمدآباد           | بخش کهک شهرستان قم      | احمدآباد            | ۱۷۰۰           | ۲۵             | ۲۰           | ۹                   | ۱۷                  |
| قنات احمدآباد           | بخش کهک شهرستان قم      | قباد بزن            | ۹۰۰            | ۱۱             | ۱۸           | ۲۰                  | ۳۹                  |
| قنات الله قلی           | بخش مرکزی شهرستان قم    | قلعه اله قلی بیک    | ۲۰۰            | ۷۰             | ۱۵           | ۴                   | ۳۱                  |
| قنات اله قلی‌آباد        | بخش کهک شهرستان قم      | اله قلی‌آباد         | ۵۰۰            | ۲۵             | ۱۵           | ۲۰                  | ۱۲                  |
| قنات امامزاده ابراهیم   | بخش کهک شهرستان قم      | شاهزاده ابراهیم     | ۱۳۵۰           | ۷۲             | ۱۳           | ۱۸                  | ۳۵                  |
| قنات امامزاده بوره      | بخش کهک شهرستان قم      | بوره                | ۱۰۰            | ۳              | ۱۵           | ۱۰                  | ۱۷                  |
| قنات انجیلیان           | بخش کهک شهرستان قم      | انجیلیان            | ۴۰             | ۲              | ۸            | ۴                   | ۳                   |
| قنات اورسه              | بخش کهک شهرستان قم      | اورسه               | ۱۰۰            | ۳              | ۸            | ۵                   | ۱۲                  |
| قنات باد یلیان          | بخش کهک شهرستان قم      | وشنوه               | ۹۰۰            | ۲۶             | ۱۶           | ۱۷                  | ۲۲                  |
| قنات بارانه بزرگ        | بخش کهک شهرستان قم      | بارونه              | ۱۵۰۰           | ۵۰             | ۲۰           | ۱۵                  | ۵۲                  |
| قنات بارونه کوچک        | بخش کهک شهرستان قم      | بارونه              | ۵۰۰            | ۳۰             | ۲۰           | ۵                   | ۴۲                  |
| قنات باغ نره            | بخش کهک شهرستان قم      | نره                 | ۱۰۰۰           | ۲۲             | ۱۵           | ۱۰                  | ۲۹                  |
| قنات باغ کاشی           | بخش کهک شهرستان قم      | باغ کاشی            | ۳۰۰            | ۱۸             | ۲۵           | ۱۶                  | ۳۳                  |
| قنات بالا               | بخش کهک شهرستان قم      | خاوه                | ۱۵۰۰           | ۲۵             | ۳۵           | ۲۴                  | ۳۰                  |
| قنات بالضور             | بخش خلجستان شهرستان قم  | بالضور              | ۱۵۰۰           | ۳۲             | ۲۵           | ۲۴                  | ۷۵                  |
| قنات برانگوری           | بخش کهک شهرستان قم      | بیدهند              | ۲۰             | ۲              | ۵            | ۳                   | ۴                   |
| قنات برهان              | بخش خلجستان شهرستان قم  | ضوجرد               | ۵۰             | ۶۰             | ۲۰           | ۱۵                  | ۸                   |
| قنات برهنه              | بخش کهک شهرستان قم      | برهنه               | ۷۵۰            | ۶۰             | ۴۰           | ۲۰                  | ۲۵                  |
| قنات بزرگ تنه صرم       | بخش کهک شهرستان قم      | صرم                 | ۱۵۰۰           | ۷۵             | ۳۰           | ۱۵                  | ۴۰                  |
| قنات بزرگ یلاق          | بخش خلجستان شهرستان قم  | ییلاق               | ۳۰۰            | ۱۰             | ۴            | ۳۲                  | ۵۰                  |
| قنات بلسور              | بخش کهک شهرستان قم      | صرم                 | ۸۰۰            | ۴۰             | ۲۰           | ۱۰                  | ۴۰                  |
| قنات بندموجان           | بخش خلجستان شهرستان قم  | موجان               | ۲۰۰۰           | ۱۰۰            | ۱۴           | ۷۵                  | ۱۷۰                 |
| قنات بوارون بالا        | بخش کهک شهرستان قم      | وشنوه               | ۳۰             | ۴              | ۵            | ۲۰                  | ۱۰                  |
| قنات بونه               | بخش کهک شهرستان قم      | فردو                | ۲۵۰            | ۳              | ۶            | ۲                   | ۲                   |
| قنات بونگره             | بخش کهک شهرستان قم      | بونگره              | ۱۴۰            | ۸              | ۱۲           | ۲۵                  | ۳۶                  |
| قنات بی آغش             | بخش کهک شهرستان قم      | فردو                | ۷۰             | ۳              | ۱۵           | ۵                   | ۱۶                  |
| قنات بیدک               | بخش خلجستان شهرستان قم  | گروگی               | ۲۰             | ۳              | ۵            | ۴                   | ۵                   |
| قنات تخته چمن           | بخش جعفرآباد شهرستان قم | چمن                 | ۲۵             | ۳              | ۷            | ۵                   | ۱۰                  |
| قنات جنت‌آباد            | بخش خلجستان شهرستان قم  | جنت‌آباد             | ۵۰۰            | ۱۰             | ۷            | ۳                   | ۶                   |
| قنات حاجی‌آباد           | بخش مرکزی شهرستان قم    | حاجی‌آباد لکها       | ۷۰۰۰           | ۲۷۰            | ۲۰           | ۸۵                  | ۲۰۰                 |
| قنات حسن رحیمی          | بخش کهک شهرستان قم      | وشنوه               | ۱۰۰۰           | ۴              | ۱۰           | ۲۰                  | ۵۳                  |
| قنات حسن یزدی           | بخش کهک شهرستان قم      | حسن نوری            | ۲۰۰            | ۱۵             | ۱۰           | ۲                   | ۴                   |
| قنات حسین‌آباد           | بخش کهک شهرستان قم      | میم                 | ۴۵۰            | ۲۰             | ۲۰           | ۲                   | ۱۰                  |
| قنات حسین‌آباد           | بخش کهک شهرستان قم      | حسین‌آباد            | ۴۵۰            | ۲۰             | ۱۳           | ۱                   | ۱۷                  |
| قنات حسین‌آباد           | بخش خلجستان شهرستان قم  | روشگان              | ۶۰             | ۱۲             | ۸            | ۶                   | ۷                   |
| قنات حصارسرخ گندمینه    | بخش کهک شهرستان قم      | حصارسرخ             | ۱۰۰۰           | ۰              | ۲            | ۱۲                  | ۲۰                  |
| قنات حلاج‌آباد           | بخش کهک شهرستان قم      | حلاج‌آباد            | ۱۰۰            | ۲۰             | ۱۷           | ۲                   | ۱۳                  |
| قنات خرجال              | بخش کهک شهرستان قم      | فردو                | ۲۰             | ۱              | ۵            | ۱                   | ۲                   |
| قنات خرگوشک             | بخش کهک شهرستان قم      | خرگوشک              | ۱۲۰۰           | ۲۵             | ۲۰           | ۱۵                  | ۳۴                  |
| قنات خنجرآباد           | بخش مرکزی شهرستان قم    | تاج خاتون           | ۷۵۰            | ۲۵             | ۱۵           | ۱۰                  | ۳۲                  |
| قنات خوش دره            | بخش کهک شهرستان قم      | مزرعه خوش دره       | ۲۰۰            | ۶              | ۱۰           | ۱۷                  | ۶۴                  |
| قنات دربر               | بخش کهک شهرستان قم      | دربر                | ۱۰۰۰           | ۱۴             | ۱۴           | ۸                   | ۱۲                  |
| قنات دره علاالدین       | بخش کهک شهرستان قم      | فردو                | ۷۰             | ۳              | ۱۱           | ۴                   | ۶                   |
| قنات دفتری              | بخش کهک شهرستان قم      | صرم                 | ۶۰۰            | ۳۰             | ۲۰           | ۱۰                  | ۵                   |
| قنات دهگان              | بخش مرکزی شهرستان قم    | دهگان               | ۱۵۰۰           | ۵۵             | ۴۵           | ۳۰                  | ۲۰                  |
| قنات دولت‌آباد           | بخش مرکزی شهرستان قم    | نیجه                | ۱۲۰            | ۵              | ۱۵           | ۱                   | ۵                   |
| قنات رزبند              | بخش خلجستان شهرستان قم  | رزبند               | ۵۰۰            | ۲۰             | ۱۲           | ۱۸                  | ۳۰                  |
| قنات رستگان             | بخش خلجستان شهرستان قم  | رستگان              | ۴۰۰            | ۲۵             | ۲۰           | ۳۵                  | ۸۰                  |
| قنات رشک‌آباد            | بخش کهک شهرستان قم      | رشک‌آباد             | ۱۲۰۰           | ۱۶             | ۲۲           | ۱۴                  | ۱۴                  |
| قنات رضاآباد            | بخش کهک شهرستان قم      | امامزاده اسماعیل    | ۱۰۰۰           | ۲۰             | ۱۵           | ۲                   | ۲                   |
| قنات رو گله پایین       | بخش کهک شهرستان قم      | روگله               | ۵۰۰            | ۱۲             | ۲۴           | ۴                   | ۲۷                  |
| قنات روشوران            | بخش کهک شهرستان قم      | امامزاده اسماعیل    | ۱۳۰۰           | ۱۸             | ۱۵           | ۳                   | ۳                   |
| قنات زالونجه            | بخش کهک شهرستان قم      | روگله               | ۴۵۰            | ۱۵             | ۱۸           | ۶                   | ۱۰                  |
| قنات زیرآباد ی          | بخش خلجستان شهرستان قم  | الگان               | ۵۰             | ۳              | ۶            | ۵                   | ۵                   |
| قنات سالهستان           | بخش کهک شهرستان قم      | فردو                | ۱۰۵            | ۵              | ۱۲           | ۴                   | ۶                   |
| قنات سالهستان بالا      | بخش کهک شهرستان قم      | ضردو                | ۱۰۰            | ۲              | ۸            | ۳                   | ۷                   |
| قنات سرباغان            | بخش کهک شهرستان قم      | سرباغون             | ۲۵۰۰           | ۳۲             | ۲۲           | ۵۰                  | ۳۷                  |
| قنات سررودخانه          | بخش کهک شهرستان قم      | سررودخانه           | ۵۰۰            | ۱۰             | ۸            | ۸                   | ۳۲                  |
| قنات سفلی بیدهند        | بخش کهک شهرستان قم      | بیدهند              | ۲۵۰            | ۱۵             | ۱۵           | ۱۲۰                 | ۶۷                  |
| قنات سفیدال             | بخش کهک شهرستان قم      | سفیدال              | ۲۰             | ۲              | ۵            | ۴                   | ۹                   |
| قنات سلطان سعیدشامی     | بخش کهک شهرستان قم      | خاوه                | ۱۲۵۰           | ۱۰             | ۷            | ۸                   | ۱۰                  |
| قنات سنبل‌آباد           | بخش کهک شهرستان قم      | سنبل‌آباد            | ۸۰۰            | ۳۵             | ۱۴           | ۲۵                  | ۲۵                  |
| قنات سه کریزان          | بخش خلجستان شهرستان قم  | کاسوا               | ۲۰۰            | ۱۰             | ۶            | ۲۵                  | ۳۶                  |
| قنات سکروت              | بخش کهک شهرستان قم      | سکروت               | ۸۵۰            | ۱۲             | ۱۰           | ۳                   | ۷                   |
| قنات سیدها              | بخش کهک شهرستان قم      | مزرعه سیدها         | ۵۰۰            | ۲۵             | ۱۰           | ۵                   | ۱۰                  |
| قنات سیدها              | بخش کهک شهرستان قم      | فردو                | ۱۳۰            | ۱۰             | ۱۴           | ۸                   | ۳۲                  |
| قنات سیرو               | بخش کهک شهرستان قم      | سیرو                | ۱۷۰۰           | ۶۸             | ۴۲           | ۲۴                  | ۴۴                  |
| قنات شاه سلیمان         | بخش کهک شهرستان قم      | خورآباد             | ۷۰۰            | ۴۵             | ۲۲           | ۲۰                  | ۲۵                  |
| قنات شریف‌آباد           | بخش کهک شهرستان قم      | شریف‌آباد            | ۴۰۰            | ۱۰             | ۲۴           | ۱۲                  | ۸۵                  |
| قنات شهرآباد            | بخش کهک شهرستان قم      | وشنوه               | ۳۰             | ۲              | ۵            | ۱۰                  | ۱۶                  |
| قنات شور                | بخش مرکزی شهرستان قم    | اسلام‌آباد           | ۷۰۰            | ۲۵             | ۷            | ۵                   | ۲۰                  |
| قنات شیرین‌آباد          | بخش مرکزی شهرستان قم    | شیرین‌آباد           | ۳۰۰            | ۱۵             | ۱۲           | ۴                   | ۱۵                  |
| قنات صفی‌آباد            | بخش مرکزی شهرستان قم    | تاج خاتون           | ۱۲۰۰           | ۴۰             | ۱۳           | ۱۳                  | ۸۲                  |
| قنات طوطی زاد           | بخش کهک شهرستان قم      | امامزاده اسماعیل    | ۵۰             | ۶              | ۸            | ۳                   | ۷                   |
| قنات طوقر               | بخش کهک شهرستان قم      | فردو                | ۱۵             | ۱              | ۴            | ۵                   | ۹                   |
| قنات عباس‌آباد کوکون     | بخش کهک شهرستان قم      | کوکون               | ۵۰             | ۳              | ۱۰           | ۷                   | ۳                   |
| قنات عزیزپاچه           | بخش کهک شهرستان قم      | عزیزپاچه            | ۶۵۰            | ۱۰             | ۲۳           | ۷                   | ۱۶                  |
| قنات علیابیدهند         | بخش کهک شهرستان قم      | بیدهند              | ۱۱۰۰           | ۳۵             | ۳۵           | ۹۰                  | ۴۹                  |
| قنات علی‌آباد            | بخش مرکزی شهرستان قم    | فتح‌آباد             | ۴۰۰            | ۱۵             | ۱۸           | ۳                   | ۲۰                  |
| قنات عمه                | بخش کهک شهرستان قم      | فردو                | ۶۰۰            | ۱۲             | ۲۵           | ۲۷                  | ۴۰                  |
| قنات فدرز               | بخش کهک شهرستان قم      | بیدهند              | ۵۰۰            | ۲۰             | ۳۵           | ۱۱                  | ۴۶                  |
| قنات فیروزآباد          | بخش مرکزی شهرستان قم    | قاضی بالا           | ۳۰۰            | ۱۲۰            | ۴۵           | ۲۰                  | ۴۰                  |
| قنات قباد بزن           | بخش کهک شهرستان قم      | قباد بزن            | ۲۲۰۰           | ۶۰             | ۳۰           | ۰                   | ۶۵                  |
| قنات قره تپه            | بخش مرکزی شهرستان قم    | قره تپه             | ۲۰۰            | ۶              | ۶            | ۴                   | ۱۲                  |
| قنات قره سو ونهر قره سو | بخش مرکزی شهرستان قم    | قره سو              | ۱۵۰۰           | ۵۰             | ۱۲           | ۲۰                  | ۶۰                  |
| قنات قلعه عبداله        | بخش کهک شهرستان قم      | مزرعه قلعه عبداله   | ۴۰             | ۳              | ۳            | ۵                   | ۴                   |
| قنات لادره              | بخش کهک شهرستان قم      | خورآباد             | ۱۲۰۰           | ۷۰             | ۲۵           | ۲۵                  | ۶۰                  |
| قنات لق قلی             | بخش کهک شهرستان قم      | وشنوه               | ۱۵۰            | ۴              | ۱۵           | ۳                   | ۵                   |
| قنات لنگان              | بخش کهک شهرستان قم      | لنگان               | ۸۵۰            | ۱۶             | ۱۷           | ۵                   | ۱۹                  |
| قنات لنگرود             | بخش مرکزی شهرستان قم    | لنگرود              | ۶۵۰۰           | ۲۰۰            | ۲۷           | ۲۰                  | ۰                   |
| قنات لوکس               | بخش کهک شهرستان قم      | وشنوه               | ۱۱۰۰           | ۲۰             | ۱۶           | ۱۷                  | ۱۷                  |
| قنات مال سرخه پنجم      | بخش کهک شهرستان قم      | مال سرخه            | ۵۰             | ۴              | ۶            | ۱                   | ۳                   |
| قنات مالدر              | بخش کهک شهرستان قم      | مزرعه مالدر         | ۲۵۰            | ۸              | ۱۰           | ۵                   | ۲۷                  |
| قنات مالگاطغرود         | بخش جعفرآباد شهرستان قم | طغرود               | ۳۰۰۰           | ۱۸۰            | ۲۵           | ۶۰                  | ۱۰۵                 |
| قنات مالیچه پاگوسیاه    | بخش کهک شهرستان قم      | مالیچه              | ۱۰۰۰           | ۱۸             | ۲۲           | ۸                   | ۳۶                  |
| قنات مالیچه پایین       | بخش کهک شهرستان قم      | مالیچه              | ۴۵۰            | ۱۰             | ۱۴           | ۶                   | ۲۰                  |
| قنات محمدآباد           | بخش کهک شهرستان قم      | محمدآباد            | ۲۰۰            | ۱۰             | ۱۵           | ۸                   | ۱۳                  |
| قنات محمدآباد           | بخش کهک شهرستان قم      | محمدآباد            | ۲۰۰            | ۵              | ۳۰           | ۲۰                  | ۱۲۷                 |
| قنات محمدبیگ            | بخش مرکزی شهرستان قم    | محمدبیگ             | ۱۲۰۰           | ۵۰۰            | ۳۰           | ۱۴                  | ۱۵۰                 |
| قنات محمدعلی رنجبر      | بخش کهک شهرستان قم      | اورسه               | ۲۰             | ۱              | ۵            | ۱                   | ۲                   |
| قنات مرسله              | بخش کهک شهرستان قم      | مرسله               | ۱۵۰            | ۷              | ۱۵           | ۴                   | ۱۶                  |
| قنات مزرعه بالندان      | بخش خلجستان شهرستان قم  | گروکی               | ۱۰۰۰           | ۴۵             | ۲۵           | ۹                   | ۱۴                  |
| قنات مزرعه نره          | بخش کهک شهرستان قم      | مزرعه شاه قاسم      | ۳۸۰            | ۲۷             | ۲۵           | ۱۴                  | ۱۰۸                 |
| قنات مزرعه نو           | بخش کهک شهرستان قم      | مزرعه نو            | ۹۵۰            | ۵۰             | ۳۵           | ۶۰                  | ۱۹                  |
| قنات مزرعه کریم         | بخش کهک شهرستان قم      | امامزاده اسماعیل    | ۵۰۰            | ۸              | ۷            | ۱                   | ۲                   |
| قنات مشکان              | بخش خلجستان شهرستان قم  | ضوجرد               | ۵۰             | ۴              | ۱۰           | ۶۰                  | ۲۰۰                 |
| قنات مندلیب‌آباد         | بخش کهک شهرستان قم      | ویریج               | ۳۰۰            | ۱۵             | ۱۲           | ۵                   | ۲۱                  |
| قنات منیژه              | بخش کهک شهرستان قم      | منیژه               | ۲۰۰            | ۱۰             | ۱۲           | ۵                   | ۱۱                  |
| قنات میدانک             | بخش خلجستان شهرستان قم  | میدانک              | ۱۱۰۰           | ۳۵             | ۳۲           | ۱۷                  | ۱۹                  |
| قنات میرحج              | بخش کهک شهرستان قم      | خورآباد             | ۸۰۰            | ۶۵             | ۲۶           | ۱۰                  | ۲۰                  |
| قنات نفتک               | بخش خلجستان شهرستان قم  | مهرزمین             | ۲۵۰            | ۲۵             | ۶            | ۸                   | ۱۸                  |
| قنات ننه ده             | بخش کهک شهرستان قم      | فردو                | ۵۰۰            | ۱۱             | ۲۷           | ۱۶                  | ۱۱۷                 |
| قنات نو                 | بخش خلجستان شهرستان قم  | موجان               | ۱۲۰۰           | ۶۰             | ۱۲           | ۲۵                  | ۵۲                  |
| قنات نو                 | بخش مرکزی شهرستان قم    | سنجگان              | ۲۰۰            | ۱۰             | ۲۰           | ۱۰                  | ۱۵                  |
| قنات نو                 | بخش خلجستان شهرستان قم  | رستگان              | ۱۰۰۰           | ۲۲             | ۲۲           | ۹۰                  | ۲۹۲                 |
| قنات نو                 | بخش کهک شهرستان قم      | گرمجگان             | ۸۰۰            | ۱۸             | ۱۶           | ۳۰                  | ۳۷                  |
| قنات نور                | بخش کهک شهرستان قم      | خاوه                | ۲۰۰۰           | ۳۰             | ۵۵           | ۴۵                  | ۸۵                  |
| قنات نوروزآباد          | بخش مرکزی شهرستان قم    | مزرعه نوروزآباد     | ۲۰۰            | ۷              | ۲۰           | ۳                   | ۱۵                  |
| قنات نیجه               | بخش مرکزی شهرستان قم    | نیجه                | ۱۰۰۰           | ۲۵             | ۱۵           | ۶                   | ۲۰                  |
| قنات هیده بالا          | بخش کهک شهرستان قم      | هیده                | ۱۰۰۰           | ۱۳             | ۱۵           | ۱۵                  | ۱۲                  |
| قنات هیده رود           | بخش کهک شهرستان قم      | هیده رود            | ۷۰۰            | ۲۵             | ۲۷           | ۴۰                  | ۴۰                  |
| قنات هیرنات             | بخش خلجستان شهرستان قم  | بنابر               | ۲۰             | ۲              | ۱۵           | ۳                   | ۴                   |
| قنات و چشمه خلیل‌آباد    | بخش کهک شهرستان قم      | خلج‌آباد             | ۱۰۰۰           | ۳۰             | ۲۰           | ۳۰                  | ۳۰                  |
| قنات واسون              | بخش کهک شهرستان قم      | واسون               | ۲۰             | ۳              | ۲            | ۱۲                  | ۲۵                  |
| قنات واشجن لنگرود       | بخش مرکزی شهرستان قم    | واشجن               | ۱۰۰۰           | ۱۶             | ۲۵           | ۳۹                  | ۴۰                  |
| قنات ورجان              | بخش کهک شهرستان قم      | ورجان               | ۲۰۰۰           | ۱۵۰            | ۳۰           | ۱۵                  | ۱۰۰                 |
| قنات ورزنه              | بخش خلجستان شهرستان قم  | ورزنه               | ۲۵۰            | ۱۰             | ۱۰           | ۴۰                  | ۱۲۰                 |
| قنات وسف                | بخش کهک شهرستان قم      | وسف                 | ۸۰۰            | ۱۲             | ۲۴           | ۱۸                  | ۷۹                  |
| قنات ونه (سفلی)         | بخش خلجستان شهرستان قم  | ونه سفلی            | ۱۰۰۰           | ۲۲             | ۱۵           | ۱۳                  | ۳۰                  |
| قنات ویشه               | بخش خلجستان شهرستان قم  | انجیله              | ۷۰۰            | ۱۵             | ۱۴           | ۱۵                  | ۲۴                  |
| قنات پالکه              | بخش خلجستان شهرستان قم  | انجیله              | ۲۰۰            | ۳۰             | ۱۰           | ۱۳                  | ۲۰                  |
| قنات پاکوه سیاه         | بخش کهک شهرستان قم      | پاکوه سیاه          | ۱۰۰            | ۳              | ۱۰           | ۲                   | ۵                   |
| قنات پایینی             | بخش کهک شهرستان قم      | وشنوه               | ۱۰۰۰           | ۳۰             | ۳۰           | ۲۸                  | ۳۰                  |
| قنات پونچاله پایین      | بخش کهک شهرستان قم      | پنجاله              | ۴۰             | ۳              | ۱۰           | ۴                   | ۵                   |
| قنات پیمان بالا         | بخش کهک شهرستان قم      | پیمانه پایین        | ۳۰۰            | ۲۲             | ۶            | ۵                   | ۱۵                  |
| قنات چاهک               | بخش خلجستان شهرستان قم  | چاهک                | ۱۰۰            | ۸              | ۱۰           | ۶                   | ۱۰                  |
| قنات چشمه               | بخش خلجستان شهرستان قم  | چشمه                | ۱۰             | ۳              | ۲            | ۲                   | ۶                   |
| قنات چشمه               | بخش مرکزی شهرستان قم    | یکه باغ             | ۲۰۰            | ۱۰             | ۲            | ۳                   | ۶                   |
| قنات چشمه سلطان         | بخش خلجستان شهرستان قم  | مقبول‌آباد           | ۶۰             | ۴              | ۴            | ۴                   | ۵                   |
| قنات چشمه مرجان         | بخش کهک شهرستان قم      | چشمه مرجان          | ۱۰۰            | ۵              | ۱۰           | ۲                   | ۸                   |
| قنات چشمه کولی          | بخش کهک شهرستان قم      | چشمه کولی           | ۵۰             | ۵              | ۳            | ۲۵                  | ۳                   |
| قنات چنارستان           | بخش کهک شهرستان قم      | چنارستان            | ۱۰۰۰           | ۴۰             | ۸            | ۱۰                  | ۱۳                  |
| قنات چهاردانگه          | بخش کهک شهرستان قم      | چهاردانگه           | ۱۴۰۰           | ۵۰             | ۲۵           | ۳۲                  | ۹۶                  |
| قنات کئین               | بخش کهک شهرستان قم      | امامزاده اسماعیل    | ۸۰۰            | ۱۴             | ۹            | ۳                   | ۳                   |
| قنات کرامتی             | بخش کهک شهرستان قم      | کرامه               | ۱۰۰۰           | ۵۰             | ۳۰           | ۱۰                  | ۱۰                  |
| قنات کرمطاق             | بخش کهک شهرستان قم      | وشنوه               | ۱۰۰۰           | ۲۰             | ۴۰           | ۱۲                  | ۳۴                  |
| قنات کرکش               | بخش کهک شهرستان قم      | کرکش                | ۲۵۰            | ۹              | ۱۵           | ۵                   | ۱۰                  |
| قنات کش                 | بخش کهک شهرستان قم      | وشنوه               | ۵۰۰            | ۱۲             | ۲۱           | ۱                   | ۵                   |
| قنات کشتخانه            | بخش کهک شهرستان قم      | کشتخانه             | ۱۰۰            | ۳              | ۸            | ۹                   | ۳۶                  |
| قنات کلاغ‌آباد           | بخش کهک شهرستان قم      | ورجان               | ۳۰۰            | ۱۰             | ۱۵           | ۵                   | ۸                   |
| قنات کنارآباد ی         | بخش خلجستان شهرستان قم  | امره                | ۳۰۰            | ۱۱             | ۱۲           | ۳                   | ۵                   |
| قنات کهکویه             | بخش کهک شهرستان قم      | مزرعه کیکویه        | ۴۰۰۰           | ۱۴             | ۳۰           | ۳۵                  | ۱۲۵                 |
| قنات کوچک ته صرم        | بخش کهک شهرستان قم      | صرم                 | ۱۰۰۰           | ۵۰             | ۱۵           | ۸                   | ۳۰                  |
| قنات گروگی              | بخش خلجستان شهرستان قم  | گروگی               | ۱۰۰۰           | ۵۰             | ۳۰           | ۸                   | ۲۰                  |
| قنات گرگی               | بخش کهک شهرستان قم      | خاوه                | ۳۰۰            | ۶              | ۹            | ۲                   | ۲                   |
| قنات گزکان              | بخش کهک شهرستان قم      | وشنوه               | ۷۰             | ۲              | ۸            | ۵                   | ۴                   |
| قنات گزکه               | بخش کهک شهرستان قم      | گزکه                | ۵۵۰            | ۱۰             | ۱۸           | ۸                   | ۱۸                  |
| قنات گلستانه            | بخش کهک شهرستان قم      | گلستانه             | ۱۰۰۰           | ۵۰             | ۲۵           | ۴                   | ۳                   |
| قنات گله زرد            | بخش کهک شهرستان قم      | گله زرد             | ۱۵۰            | ۴              | ۱۲           | ۴                   | ۷                   |
| قنات گله زردبالا        | بخش کهک شهرستان قم      | کرکش                | ۱۰۰            | ۴              | ۲            | ۷                   | ۳۰                  |
| قنات گلیجه              | بخش کهک شهرستان قم      | گلیجه               | ۱۰۰            | ۷              | ۵            | ۳                   | ۱۵                  |
| قنات گنداب پایین        | بخش کهک شهرستان قم      | گنداب               | ۱۰۰            | ۳              | ۷            | ۵                   | ۱۲                  |
| قنات یگانه              | بخش کهک شهرستان قم      | یگانه               | ۳۵             | ۵              | ۳            | ۲                   | ۱۲                  |
| قناتچمن                 | بخش خلجستان شهرستان قم  | چمن                 | ۵۰             | ۵              | ۷            | ۲                   | ۷                   |
| قنبراقا                 | بخش مرکزی شهرستان قم    | یکه باغ             | ۵۰             | ۲              | ۲            | ۴                   | ۶                   |
| قنت خرم آباد            | بخش کهک شهرستان قم      | مجیدآباد            | ۵۰۰            | ۲۵             | ۳۵           | ۲۰                  | ۱۰۰                 |
| قهک                     | بخش کهک شهرستان قم      | قهک                 | ۲۱۰            | ۸              | ۱۰           | ۱۰                  | ۱۱                  |
| قوچ بگی                 | بخش خلجستان شهرستان قم  | اسفید               | ۲۰۰            | ۱۰             | ۱۰           | ۱۲                  | ۱۰۰                 |
| قویطان                  | بخش خلجستان شهرستان قم  | قویطان              | ۲۲۰۰           | ۵۵             | ۴۰           | ۱۱۰                 | ۲۵۰                 |
| لاستیکی                 | بخش کهک شهرستان قم      | لاستیک‌آباد          | ۴۰۰            | ۱۵             | ۱۵           | ۱۳                  | ۹                   |
| لاق چنار                | بخش کهک شهرستان قم      | لاق چنار            | ۴۰             | ۵              | ۷            | ۴                   | ۱۰                  |
| لاقک                    | بخش جعفرآباد شهرستان قم | اورمگان             | ۴۰۰            | ۱۶             | ۸            | ۲                   | ۳۰                  |
| لنگون                   | بخش خلجستان شهرستان قم  | نویس                | ۵۰۰            | ۱۰             | ۴۰           | ۴                   | ۶                   |
| لینگمار                 | بخش خلجستان شهرستان قم  | انجیله              | ۳۰             | ۳              | ۷            | ۱۲                  | ۱۹                  |
| ماخوریان                | بخش کهک شهرستان قم      | مزرعه اخوان میرزائی | ۴۵۰            | ۵              | ۱۲           | ۱۵                  | ۲۰                  |
| مارون                   | بخش جعفرآباد شهرستان قم | ماران               | ۱۵۰۰           | ۷۰             | ۲۷           | ۲۰                  | ۶۵                  |
| مالیچه آقاتقی           | بخش کهک شهرستان قم      | مالیچه              | ۴۵۰            | ۱۰             | ۱۲           | ۶                   | ۱۷                  |
| ماندونان                | بخش خلجستان شهرستان قم  | وسفونجرد            | ۳۰۰            | ۱۰             | ۲۰           | ۱۴                  | ۷                   |
| مبارک‌آباد               | بخش جعفرآباد شهرستان قم | مبارک‌آباد           | ۲۰۰۰           | ۱۰۰            | ۲۴           | ۱                   | ۱۲                  |
| محسن‌آباد                | بخش کهک شهرستان قم      | فریدون‌آباد          | ۳۰۰            | ۱۵             | ۸            | ۵                   | ۵                   |
| محسن‌آباد                | بخش مرکزی شهرستان قم    | محسن‌آباد            | ۱۰۰۰           | ۵۵             | ۲۳           | ۹                   | ۳۰                  |
| محمدابراهیم             | بخش مرکزی شهرستان قم    | یکه باغ             | ۵۰             | ۲              | ۲            | ۲                   | ۲                   |
| محمودآباد               | بخش کهک شهرستان قم      | محمودآباد           | ۱۰۰۰           | ۵۷             | ۲۰           | ۲۳                  | ۲۰                  |
| مرادآباد                | بخش مرکزی شهرستان قم    | حاجی‌آباد لکها       | ۸۰۰۰           | ۳۰۰            | ۱۹           | ۱۵۰                 | ۲۹۵                 |
| مردانه زر               | بخش خلجستان شهرستان قم  | مردانه زر           | ۲۰۰            | ۱۰             | ۱۵           | ۲                   | ۵                   |
| مروار                   | بخش مرکزی شهرستان قم    | سنجگان              | ۶۰             | ۶              | ۶            | ۷                   | ۸                   |
| مرگسله                  | بخش کهک شهرستان قم      | خاوه                | ۵۵۰            | ۸              | ۳۲           | ۸                   | ۵                   |
| مرگه                    | بخش خلجستان شهرستان قم  | اغلک                | ۶۰             | ۷              | ۱۷           | ۲                   | ۵                   |
| مرگه‌آباد                | بخش خلجستان شهرستان قم  | مرگه‌آباد            | ۱۴۰            | ۱۰             | ۵            | ۱۵                  | ۱۰                  |
| مزرعه باشیون            | بخش کهک شهرستان قم      | باشیون              | ۲۰۰            | ۸              | ۸            | ۷                   | ۱۸                  |
| مزرعه رحمان             | بخش مرکزی شهرستان قم    | مزرعه رحمان         | ۶۰۰            | ۱۵             | ۹            | ۳                   | ۱۵                  |
| مزرعه شینگ              | بخش خلجستان شهرستان قم  | مهرزمین             | ۲۰             | ۳              | ۶            | ۳                   | ۳                   |
| مزرعه قربانعلی          | بخش کهک شهرستان قم      | مزرعه قربانعلی      | ۴۰             | ۴              | ۵            | ۷                   | ۱۰                  |
| مزرعه مرگه              | بخش خلجستان شهرستان قم  | مزرعه مرگه          | ۳۰۰            | ۱۵             | ۱۳           | ۲۳                  | ۶۰                  |
| مزرعه نو                | بخش جعفرآباد شهرستان قم | مزرعه نو            | ۱۳۵۰           | ۷۹             | ۱۵           | ۲۳                  | ۱۴۴                 |
| مزرعه چشمه              | بخش کهک شهرستان قم      | کهک                 | ۲۵             | ۲              | ۱۰           | ۱                   | ۲                   |
| مساعده                  | بخش خلجستان شهرستان قم  | دولت کرده           | ۵۰۰            | ۲۰             | ۳۰           | ۱۲                  | ۲۴                  |
| مش ملی                  | بخش خلجستان شهرستان قم  | انجیله              | ۱۵۰            | ۳              | ۸            | ۲                   | ۳                   |
| مشکا                    | بخش خلجستان شهرستان قم  | نویس                | ۲۰۰            | ۶              | ۷            | ۱۰                  | ۱۵                  |
| مقبول‌آباد               | بخش خلجستان شهرستان قم  | مقبول‌آباد           | ۱۲۰۰           | ۶۰             | ۸            | ۲۵                  | ۴۰                  |
| ملایعقوب                | بخش خلجستان شهرستان قم  | ملایعقوب            | ۱۵۰            | ۸              | ۱۰           | ۴                   | ۶                   |
| مللئبیگ                 | بخش خلجستان شهرستان قم  | طینوج               | ۱۰۰۰           | ۶              | ۱۲           | ۴                   | ۷                   |
| ملک‌آباد                 | بخش کهک شهرستان قم      | میم                 | ۵۰۰            | ۱۵             | ۲۵           | ۲۵                  | ۴۰                  |
| ملک‌آباد                 | بخش خلجستان شهرستان قم  | ملک‌آباد             | ۲۵۰۰           | ۷۰             | ۲۵           | ۳۵                  | ۸۰                  |
| منصورآباد               | بخش خلجستان شهرستان قم  | منصورآباد           | ۱۵۰۰           | ۴۰             | ۱۸           | ۶۵                  | ۱۱۵                 |
| منکه چال                | بخش خلجستان شهرستان قم  | منکه چال            | ۱۰۰            | ۸              | ۵            | ۳                   | ۴                   |
| مهال آقا                | بخش مرکزی شهرستان قم    | داودآباد            | ۴۰             | ۶              | ۸            | ۳                   | ۵                   |
| مهرزمین                 | بخش خلجستان شهرستان قم  | مهرزمین             | ۱۰۰۰           | ۱۵             | ۸            | ۵                   | ۸                   |
| موئین‌آباد               | بخش خلجستان شهرستان قم  | زیزگان              | ۱۰۰            | ۱۰             | ۵            | ۲                   | ۱۰                  |
| موجان باغی              | بخش خلجستان شهرستان قم  | موجان               | ۳۰۰            | ۲۵             | ۱۲           | ۶                   | ۱۸                  |
| موسی بیگی               | بخش مرکزی شهرستان قم    | مزرعه موسی بیگی     | ۱۰۰۰           | ۳۰             | ۱۰           | ۴                   | ۱۰                  |
| مومن واشیجن             | بخش مرکزی شهرستان قم    | واش جن              | ۳۱۰            | ۶              | ۷            | ۱۳                  | ۶                   |
| مومن‌آباد                | بخش مرکزی شهرستان قم    | حاجی‌آباد لکها       | ۶۵۰۰           | ۳۰۰            | ۱۸           | ۶۰                  | ۲۰۰                 |
| موگال                   | بخش خلجستان شهرستان قم  | گیو                 | ۷۰۰            | ۷              | ۱۸           | ۱۳                  | ۲۰                  |
| میاوار                  | بخش خلجستان شهرستان قم  | نایه                | ۱۰۰۰           | ۲۰۰            | ۲۰           | ۸۰                  | ۱۵۲                 |
| مینادره                 | بخش کهک شهرستان قم      | مینادره             | ۱۰۰۰           | ۵۰             | ۳۰           | ۱۰                  | ۱۲                  |
| نازمول                  | بخش خلجستان شهرستان قم  | نویس                | ۱۰۰            | ۵              | ۱۰           | ۳                   | ۴                   |
| ناصری                   | بخش مرکزی شهرستان قم    | بنابر               | ۵۰۰۰           | ۲۰۰            | ۳۵           | ۰                   | ۲۲۳                 |
| نجفی                    | بخش خلجستان شهرستان قم  | کیاب                | ۲۵۰            | ۲۰             | ۱۵           | ۲۰                  | ۲۵                  |
| نجم‌آباد                 | بخش مرکزی شهرستان قم    | مزرعه جلالی         | ۱۵۰۰           | ۴۳             | ۲۴           | ۱۰                  | ۲۴                  |
| نخاله دان               | بخش کهک شهرستان قم      | نخاله دان           | ۶۰             | ۶              | ۸            | ۱۰                  | ۱۵                  |
| نصرتیه                  | بخش کهک شهرستان قم      | نصرتیه              | ۱۰۰            | ۳۵             | ۱۵           | ۱۷                  | ۳۳                  |
| نعیم‌آباد                | بخش کهک شهرستان قم      | نعیم‌آباد            | ۵۰۰            | ۳۰             | ۲۰           | ۱۲                  | ۳۰                  |
| نلچنار                  | بخش خلجستان شهرستان قم  | دره چنار            | ۶۰             | ۸              | ۳۰           | ۲                   | ۳                   |
| نو                      | بخش مرکزی شهرستان قم    | قاضی پایین          | ۱۵۰۰           | ۴۰             | ۲۲           | ۵                   | ۶                   |
| نواران                  | بخش مرکزی شهرستان قم    | حاجی‌آباد آقا        | ۶۰۰۰           | ۳۰۰            | ۱۷           | ۱۱۵                 | ۱۲۵                 |
| نورآباد                 | بخش خلجستان شهرستان قم  | نورآباد             | ۲۰۰۰           | ۷۰             | ۲۶           | ۱۵                  | ۴۵                  |
| نیمشکر                  | بخش مرکزی شهرستان قم    | غیاث‌آباد            | ۴۰۰            | ۲۰             | ۲۵           | ۱۳                  | ۱۱۰                 |
| نیکی کهریزجنب القریه    | بخش مرکزی شهرستان قم    | یکه باغ             | ۱۵۰            | ۸              | ۱۰           | ۷                   | ۹                   |
| هفت چنار                | بخش خلجستان شهرستان قم  | چاهک                | ۵۰۰            | ۱۰             | ۱۲           | ۵                   | ۱۰                  |
| هفت چنار                | بخش خلجستان شهرستان قم  | بنابر               | ۵۰۰            | ۱۰             | ۱۵           | ۳                   | ۴                   |
| همایون‌آباد              | بخش کهک شهرستان قم      | نصرتیه              | ۴۰۰            | ۱۹             | ۱۰           | ۱۲                  | ۴۰                  |
| همت‌آباد                 | بخش خلجستان شهرستان قم  | همت‌آباد             | ۲۰۰۰           | ۴۰             | ۳۵           | ۴۰                  | ۶۰                  |
| هندوجان                 | بخش مرکزی شهرستان قم    | یکه باغ             | ۳۵۰            | ۱۵             | ۱۲           | ۸                   | ۱۵                  |
| واشه بالا               | بخش خلجستان شهرستان قم  | قاهان               | ۱۵             | ۲              | ۱            | ۲                   | ۱                   |
| والیدز                  | بخش خلجستان شهرستان قم  | انجیله              | ۳۰             | ۳              | ۶            | ۲                   | ۴                   |
| وردیال                  | بخش خلجستان شهرستان قم  | قاهان               | ۳۰۰            | ۱۵             | ۱۵           | ۳۰                  | ۵۰                  |
| وردیال بالا             | بخش خلجستان شهرستان قم  | قاهان               | ۳۰۰            | ۱۰             | ۲۰           | ۱۰                  | ۲۰                  |
| ورزیانه                 | بخش خلجستان شهرستان قم  | ورزیانه             | ۱۳۰            | ۱۰             | ۱۰           | ۲۰                  | ۴۰                  |
| ورزیانک                 | بخش خلجستان شهرستان قم  | روشگان              | ۲۰۰            | ۱۰             | ۱۲           | ۷                   | ۷                   |
| ورمک                    | بخش خلجستان شهرستان قم  | نایه                | ۱۰۰۰           | ۲۰             | ۱۶           | ۵۰                  | ۷۰                  |
| ورگونه                  | بخش خلجستان شهرستان قم  | مهرزمین             | ۱۰۰            | ۵              | ۵            | ۲                   | ۳                   |
| وری الصول               | بخش مرکزی شهرستان قم    | زواریان             | ۱۰۰            | ۳              | ۵            | ۳                   | ۱                   |
| وستو                    | بخش خلجستان شهرستان قم  | ضوجرد               | ۳۰۰            | ۱۶             | ۱۸           | ۷۵                  | ۱۵۲                 |
| وشاره                   | بخش خلجستان شهرستان قم  | وشاره               | ۳۰۰            | ۲۰             | ۴۵           | ۹۰                  | ۲۱۰                 |
| وشکیه                   | بخش خلجستان شهرستان قم  | وشکیه               | ۲۵۰            | ۱۵             | ۱۳           | ۳۰                  | ۶۰                  |
| ونارج                   | بخش کهک شهرستان قم      | کهک                 | ۱۲۰            | ۱۲             | ۶            | ۷                   | ۳۳                  |
| ونان                    | بخش خلجستان شهرستان قم  | ونان                | ۳۰۰            | ۳۰             | ۱۱           | ۳۵                  | ۳۵                  |
| وندبالا                 | بخش خلجستان شهرستان قم  | قاهان               | ۳۵۰            | ۱۰             | ۶            | ۲۰                  | ۳۰                  |
| پاچنار                  | بخش خلجستان شهرستان قم  | امره                | ۵۰۰            | ۲۰             | ۱۵           | ۱۵                  | ۱۱                  |
| پایین سلفچگان           | بخش مرکزی شهرستان قم    | سلفچکان             | ۲۴۰            | ۸              | ۱۲           | ۱۰                  | ۳۰                  |
| پروند علیا ۳ قنات اول   | بخش مرکزی شهرستان قم    | سنجگان              | ۱۲۰            | ۶              | ۴            | ۴                   | ۸                   |
| پرونده سفلی             | بخش مرکزی شهرستان قم    | سنجگان              | ۶۰             | ۵              | ۴            | ۴                   | ۱۰                  |
| پستباغان                | بخش کهک شهرستان قم      | کهک                 | ۸۰۰            | ۳۵             | ۱۵           | ۵                   | ۱۰                  |
| پشتجوب                  | بخش خلجستان شهرستان قم  | کندرود              | ۱۵۰۰           | ۶۰             | ۲۵           | ۴۰                  | ۸۰                  |
| پهلوان‌آباد              | بخش کهک شهرستان قم      | پهلوان‌آباد          | ۹۰             | ۴              | ۴            | ۰                   | ۷                   |
| پهلوان‌آباد              | بخش کهک شهرستان قم      | بیدهک               | ۱۰۰            | ۴              | ۲۳           | ۳۰                  | ۴۰                  |
| پورگان                  | بخش خلجستان شهرستان قم  | پورگان              | ۳۰۰            | ۲۰             | ۱۰           | ۱۰                  | ۲۶                  |
| پیرغیب                  | بخش خلجستان شهرستان قم  | کیاب                | ۳۰۰            | ۲۰             | ۲۰           | ۲۰                  | ۴۰                  |
| پینه چنار               | بخش مرکزی شهرستان قم    | پینه چنار           | ۱۰۰            | ۵              | ۶            | ۴                   | ۵                   |
| چال کباد                | بخش کهک شهرستان قم      | چال کباد            | ۲۵۰            | ۱۲             | ۶            | ۱                   | ۷                   |
| چاله آبجارا             | بخش کهک شهرستان قم      | بیدهند              | ۳۰             | ۱              | ۳            | ۶                   | ۱                   |
| چاله گنبد               | بخش کهک شهرستان قم      | چاله گنبد           | ۳۵۰            | ۱۲             | ۹            | ۱۸                  | ۲۰                  |
| چاه چنار                | بخش خلجستان شهرستان قم  | دره چنار            | ۳۰             | ۴              | ۱۵           | ۲                   | ۲                   |
| چاه کلک                 | بخش کهک شهرستان قم      | امامزاده اسماعیل    | ۸۵۰            | ۱۲             | ۱۷           | ۱                   | ۲                   |
| چاهک علیا               | بخش خلجستان شهرستان قم  | چاهک بالا           | ۲۰۰            | ۱۰             | ۱۰           | ۷                   | ۱۵                  |
| چرآغ چشمه               | بخش خلجستان شهرستان قم  | مرگه پایین          | ۲۸             | ۷              | ۹            | ۱۰                  | ۱۷                  |
| چشم مرجان               | بخش جعفرآباد شهرستان قم | چشمه مرجان          | ۲۵۰            | ۱۱             | ۱۵           | ۵                   | ۱۳                  |
| چشمه                    | بخش مرکزی شهرستان قم    | اسلام‌آباد           | ۱۲۰            | ۴              | ۸            | ۵                   | ۱۵                  |
| چشمه                    | بخش کهک شهرستان قم      | چشمه                | ۱۱۰            | ۱۰             | ۱۰           | ۳                   | ۱۳                  |
| چشمه سهل                | بخش خلجستان شهرستان قم  | قاهان               | ۱۲۰            | ۵              | ۸            | ۲                   | ۲                   |
| چشمه شازده              | بخش خلجستان شهرستان قم  | وسفونجرد            | ۶۰             | ۵              | ۱۵           | ۸                   | ۴                   |
| چشمه شور                | بخش مرکزی شهرستان قم    | چشمه شور            | ۲۵۰            | ۱۰             | ۷            | ۲۵                  | ۵                   |
| چشمه عنایت بیک          | بخش مرکزی شهرستان قم    | عنایت بیک           | ۲۰۰            | ۳۸             | ۱۲           | ۷                   | ۲۰                  |
| چشمه چی                 | بخش خلجستان شهرستان قم  | زیزگان              | ۴۰             | ۴              | ۶            | ۲                   | ۳                   |
| چشمه کور                | بخش خلجستان شهرستان قم  | امره                | ۷۰             | ۶              | ۱۰           | ۲۲                  | ۴۶                  |
| چشمه گاو                | بخش خلجستان شهرستان قم  | چشمه گاو            | ۵۰۰            | ۲۲             | ۶            | ۱۲                  | ۲۳                  |
| چلور                    | بخش خلجستان شهرستان قم  | چاهک                | ۶۰             | ۶              | ۶            | ۲                   | ۳                   |
| چلوکی                   | بخش خلجستان شهرستان قم  | قاهان               | ۳۰۰            | ۱۲             | ۱۲           | ۳                   | ۵                   |
| چنار پایین              | بخش خلجستان شهرستان قم  | دره چنار            | ۲۰۰۰           | ۵۱             | ۳۰           | ۱۲                  | ۲۵                  |
| چنارسوخته               | بخش کهک شهرستان قم      | چنارسوخته           | ۲۰۰            | ۹              | ۹            | ۱۷                  | ۱۲                  |
| چنارقاضی                | بخش کهک شهرستان قم      | چنارقاضی            | ۱۵۰            | ۸              | ۱۰           | ۱۵                  | ۳۰                  |
| چنارک                   | بخش کهک شهرستان قم      | چنارک               | ۶۰۰            | ۳۰             | ۲۶           | ۷۰                  | ۹۶                  |
| چنه گلا بالا            | بخش خلجستان شهرستان قم  | مهرزمین             | ۱۰۰            | ۵              | ۷            | ۲                   | ۴                   |
| چنه گلا پایین           | بخش خلجستان شهرستان قم  | مهرزمین             | ۱۰۰            | ۸              | ۸            | ۴                   | ۶                   |
| چهار بستان              | بخش خلجستان شهرستان قم  | چهار بستان          | ۵۰۰            | ۲۰             | ۱۰           | ۱۱                  | ۲۴                  |
| چهل بندگان              | بخش کهک شهرستان قم      | چهل بندگان          | ۲۰۰۰           | ۱۰۰            | ۴۰           | ۱۰                  | ۳۲                  |
| چهل در                  | بخش خلجستان شهرستان قم  | چاهک                | ۱۰۰            | ۱۰             | ۱۵           | ۹                   | ۲۱                  |
| چهل مومن                | بخش کهک شهرستان قم      | فردو                | ۹۵۰            | ۱۵             | ۲۱           | ۱۵                  | ۱۸                  |
| چپربلاغ بالا            | بخش مرکزی شهرستان قم    | چپربلاغ             | ۱۰             | ۱              | ۷            | ۴                   | ۲                   |
| چی دره                  | بخش خلجستان شهرستان قم  | حسن‌آباد             | ۴۵۰            | ۳۰             | ۱۵           | ۲۵                  | ۳۹                  |
| کاروانسراپاسنگان        | بخش مرکزی شهرستان قم    | پاسنگان             | ۲۰۰۰           | ۲۰۰            | ۳۲           | ۳۰                  | ۱۲۰                 |
| کبوددره                 | بخش کهک شهرستان قم      | کبوددره             | ۸۰۰            | ۱۲             | ۱۰           | ۲۴                  | ۴۰                  |
| کربلابی اکبری           | بخش خلجستان شهرستان قم  | انجیله              | ۳۰             | ۳              | ۶            | ۱                   | ۲                   |
| کردزرین                 | بخش مرکزی شهرستان قم    | راهجرد              | ۶۰۰۰           | ۲۰۰            | ۲۵           | ۳۵                  | ۳۰                  |
| کرنوان                  | بخش کهک شهرستان قم      | کرنوان              | ۷۰             | ۵              | ۳۰           | ۳                   | ۳                   |
| کریز                    | بخش کهک شهرستان قم      | طایقان              | ۵۰۰            | ۷              | ۱۵           | ۱۵                  | ۷                   |
| کریم‌آباد                | بخش مرکزی شهرستان قم    | سنجگان              | ۱۰۰            | ۱۰             | ۱۰           | ۲                   | ۲                   |
| کش تاقجه                | بخش مرکزی شهرستان قم    | کش تاقجه            | ۲۰۰            | ۶              | ۶            | ۴                   | ۳                   |
| کفشگران                 | بخش مرکزی شهرستان قم    | کفشگران             | ۱۵۰۰           | ۴۵             | ۲۵           | ۱۰                  | ۳۰                  |
| کلاغ‌نشین طغرود          | بخش جعفرآباد شهرستان قم | طغرود               | ۴۰۰۰           | ۲۵۰            | ۲۵           | ۶۰                  | ۱۰۵                 |
| کله چنار                | بخش خلجستان شهرستان قم  | کله چنار            | ۲۰۰            | ۷              | ۳            | ۴                   | ۶                   |
| کم چنار                 | بخش جعفرآباد شهرستان قم | کم چنار             | ۱۵۰            | ۷              | ۲۰           | ۵                   | ۳                   |
| کمال حصار               | بخش کهک شهرستان قم      | شاهزاده ابراهیم     | ۴۵۰            | ۱۷             | ۱۲           | ۲                   | ۴                   |
| کمال‌آباد                | بخش جعفرآباد شهرستان قم | جلگه زاوه           | ۴۰۰            | ۳۰             | ۱۸           | ۹                   | ۱۲                  |
| کندرود                  | بخش خلجستان شهرستان قم  | کندرود              | ۲۰۰۰           | ۷۰             | ۳۰           | ۴۰                  | ۷۳                  |
| کنسار                   | بخش کهک شهرستان قم      | گرمجگان             | ۲۰۰            | ۶              | ۱۰           | ۸                   | ۲۰                  |
| کهریز                   | بخش مرکزی شهرستان قم    | سنجگان              | ۳۰۰            | ۲۰             | ۱۵           | ۸                   | ۱۳                  |
| کهریز                   | بخش جعفرآباد شهرستان قم | طغرود               | ۲۵۰۰           | ۱۶۰            | ۳۰           | ۴۵                  | ۸۶                  |
| کهریز شور               | بخش خلجستان شهرستان قم  | کهریز شور           | ۵۰۰            | ۷              | ۱۲           | ۵                   | ۸                   |
| کهریز نو                | بخش خلجستان شهرستان قم  | کهریز نو            | ۳۰۰            | ۱۵             | ۱۰           | ۱۱                  | ۲۴                  |
| کهریزه بالا             | بخش خلجستان شهرستان قم  | جوزه                | ۱۵۰۰           | ۲۸             | ۲۹           | ۳۰                  | ۶۰                  |
| کهریزک                  | بخش خلجستان شهرستان قم  | مقبول‌آباد           | ۲۵۰            | ۱۳             | ۶            | ۱۰                  | ۶                   |
| کهک                     | بخش جعفرآباد شهرستان قم | مزرعه کهک دولت‌آباد  | ۱۵۰۰           | ۵۰             | ۲۵           | ۸                   | ۱۹                  |
| کوشنان                  | بخش خلجستان شهرستان قم  | دستجرد              | ۲۴۰۰           | ۶۴             | ۴۵           | ۸۵                  | ۲۳۰                 |
| کوشک                    | بخش خلجستان شهرستان قم  | الگان               | ۵۰             | ۴              | ۳            | ۲                   | ۴                   |
| کوشک بهرام              | بخش مرکزی شهرستان قم    | کوشک نصرت           | ۴۰۰            | ۱۰             | ۸            | ۸                   | ۳۶۶                 |
| کوشک نصرت               | بخش مرکزی شهرستان قم    | کوشک نصرت           | ۵۰۰            | ۱۲             | ۴            | ۱۰                  | ۶                   |
| کول کوه                 | بخش مرکزی شهرستان قم    | والیجرد             | ۴۰۰۰           | ۲۰۰            | ۲۵           | ۱۰                  | ۶                   |
| کوه چوبین               | بخش کهک شهرستان قم      | مزرعه کوه چوبین     | ۴۰۰            | ۱۲             | ۱۶           | ۴۰                  | ۶۷                  |
| کوچ وسطه                | بخش خلجستان شهرستان قم  | چهارستان            | ۱۰۰            | ۵              | ۱۰           | ۳                   | ۴                   |
| گازران                  | بخش جعفرآباد شهرستان قم | گازران              | ۶۱۰۰           | ۲۱۰            | ۳۰           | ۶۰                  | ۲۱۰                 |
| گالیانه                 | بخش خلجستان شهرستان قم  | نایه                | ۱۰۰            | ۸              | ۱۰           | ۱۰۰                 | ۱۷۰                 |
| گرمدره بالا             | بخش خلجستان شهرستان قم  | الگان               | ۱۲۰            | ۶              | ۶            | ۵                   | ۳                   |
| گرمدره پایین            | بخش خلجستان شهرستان قم  | الگان               | ۱۵۰            | ۶              | ۷            | ۱                   | ۳                   |
| گروکانک                 | بخش خلجستان شهرستان قم  | گردکانک             | ۷۰۰            | ۴              | ۸            | ۲                   | ۲                   |
| گرگین                   | بخش خلجستان شهرستان قم  | قاهان               | ۶۰۰            | ۲۱             | ۲۲           | ۲۲                  | ۵۰                  |
| گریم‌آباد                | بخش مرکزی شهرستان قم    | راهجرد              | ۳۳۰            | ۱۱             | ۶            | ۳۰                  | ۶۳                  |
| گزآباد                  | بخش خلجستان شهرستان قم  | گزآباد              | ۱۰۰۰           | ۳۰             | ۱۵           | ۱۶                  | ۱۷                  |
| گزانبر                  | بخش کهک شهرستان قم      | گزانبر              | ۳۰۰            | ۱۲             | ۴            | ۸                   | ۱۱۰                 |
| گزدر                    | بخش کهک شهرستان قم      | گزدر                | ۱۵۰            | ۶              | ۹            | ۱۲                  | ۸                   |
| گزستان اسلام‌آباد        | بخش مرکزی شهرستان قم    | اسلام‌آباد           | ۸۰۰۰           | ۲۸۰            | ۲۰           | ۹۰                  | ۲۰۰                 |
| گزلا                    | بخش کهک شهرستان قم      | گزلا                | ۱۰۰            | ۳              | ۶            | ۳                   | ۲                   |
| گزنه پایین              | بخش کهک شهرستان قم      | گزنه                | ۱۰۰            | ۸              | ۴            | ۷                   | ۲۴                  |
| گزوار                   | بخش خلجستان شهرستان قم  | قاهان               | ۵۰۰            | ۱۰             | ۱۴           | ۳                   | ۶                   |
| گزونه                   | بخش خلجستان شهرستان قم  | زیزگان              | ۲۰۰            | ۶              | ۸            | ۴                   | ۷                   |
| گزیه بالا               | بخش خلجستان شهرستان قم  | گزیه پایین          | ۴۰۰            | ۱۵             | ۱۵           | ۱۵                  | ۴۰                  |
| گزیه پایین              | بخش خلجستان شهرستان قم  | گزیه پایین          | ۳۰             | ۲              | ۴            | ۱۸                  | ۳۹                  |
| گل دره                  | بخش مرکزی شهرستان قم    | سنجگان              | ۶۰             | ۳              | ۴            | ۲                   | ۲                   |
| گلستان                  | بخش جعفرآباد شهرستان قم | گلستان              | ۰              | ۰              | ۰            | ۰                   | ۰                   |
| گلستانه                 | بخش کهک شهرستان قم      | گلستانه             | ۱۵۰۰           | ۶۸             | ۱۵           | ۲۵                  | ۳۵                  |
| گله باغه                | بخش مرکزی شهرستان قم    | سنجگان              | ۴۰۰            | ۲۰             | ۱۰           | ۸                   | ۸                   |
| گله راسکن               | بخش کهک شهرستان قم      | گله راسکن           | ۳۰۰            | ۱۰             | ۱۶           | ۱۵                  | ۳۷                  |
| گله زرد                 | بخش کهک شهرستان قم      | دستگرد              | ۴۵             | ۳              | ۱۵           | ۱                   | ۳                   |
| گنجه                    | بخش کهک شهرستان قم      | بیدهند              | ۲۰             | ۳              | ۵            | ۴                   | ۵                   |
| گنداب بالا              | بخش کهک شهرستان قم      | گنداب               | ۱۵۰            | ۱۵             | ۸            | ۵                   | ۸                   |
| گندمکانک                | بخش خلجستان شهرستان قم  | گندمکانک            | ۱۵۰            | ۹              | ۱۰           | ۶                   | ۵                   |
| گوروس‌آباد               | بخش کهک شهرستان قم      | گوروس‌آباد           | ۱۵۰            | ۱۲             | ۵            | ۳                   | ۶                   |
| گورک                    | بخش کهک شهرستان قم      | گورک                | ۱۰۰            | ۷              | ۳            | ۳                   | ۱۶                  |
| گوریان                  | بخش کهک شهرستان قم      | گوریان              | ۶۰۰            | ۱۴             | ۱۸           | ۵                   | ۴                   |
| گوریان                  | بخش خلجستان شهرستان قم  | اسفید               | ۱۲۰            | ۵              | ۱۲           | ۳۵                  | ۱۲۴                 |
| گوناگرد                 | بخش خلجستان شهرستان قم  | گوناگرد             | ۴۰۰            | ۲۰             | ۱۳           | ۷                   | ۷                   |
| گیوباغک                 | بخش مرکزی شهرستان قم    | باغ یک              | ۱۰۰۰           | ۴۰             | ۲۰           | ۵                   | ۷۵                  |
| یاوری                   | بخش خلجستان شهرستان قم  | جریک اغاج           | ۳۰۰            | ۱۲             | ۱۴           | ۲۵                  | ۴۱                  |
| یحیی‌آباد                | بخش خلجستان شهرستان قم  | عیسی‌آباد            | ۲۰۰            | ۱۵             | ۱۴           | ۵۰                  | ۷۵                  |
| یلاق                    | بخش خلجستان شهرستان قم  | انجیله              | ۱۵۰            | ۱۰             | ۸            | ۱۶                  | ۲۴                  |
| ینگه قانعات             | بخش خلجستان شهرستان قم  | زیزگان              | ۲۰۰            | ۸              | ۱۵           | ۳                   | ۵                   |
| یوزباشی                 | بخش خلجستان شهرستان قم  | باغ پورشاد          | ۸۰             | ۹              | ۸            | ۷                   | ۸                   |